# 日本の警察官
日本における警察官（にほんにおけるけいさつかん）とは、警察法の定めにより警察庁、都道府県警察に置かれる公安職の警察職員をいう（警察法第34条第1項、第55条第1項）。警察官は、個人の生命、身体及び財産の保護、犯罪の予防、公安の維持並びに他の法令の執行等の職権職務を忠実に遂行すること等を任務とする（警察官職務執行法第1条第1項、第8条）。
旧警察法においては、公安職の警察職員のうち国家公務員である者を「警察官」、地方公務員である者を「警察吏員」と呼び区別していたが、現警察法においては「警察官」の名称に統一されている。なお、都道府県警察の警察官のうち警視正以上の者は国家公務員とされ「地方警務官」と呼ぶのに対し、それ以外の警察官その他の職員は「地方警察職員」と総称される（警察法第56条第1項、第2項）。
戦前の宮内省皇宮警察では皇宮警察官と称したが、現在の皇宮警察に置かれる公安職の職員は皇宮護衛官という。

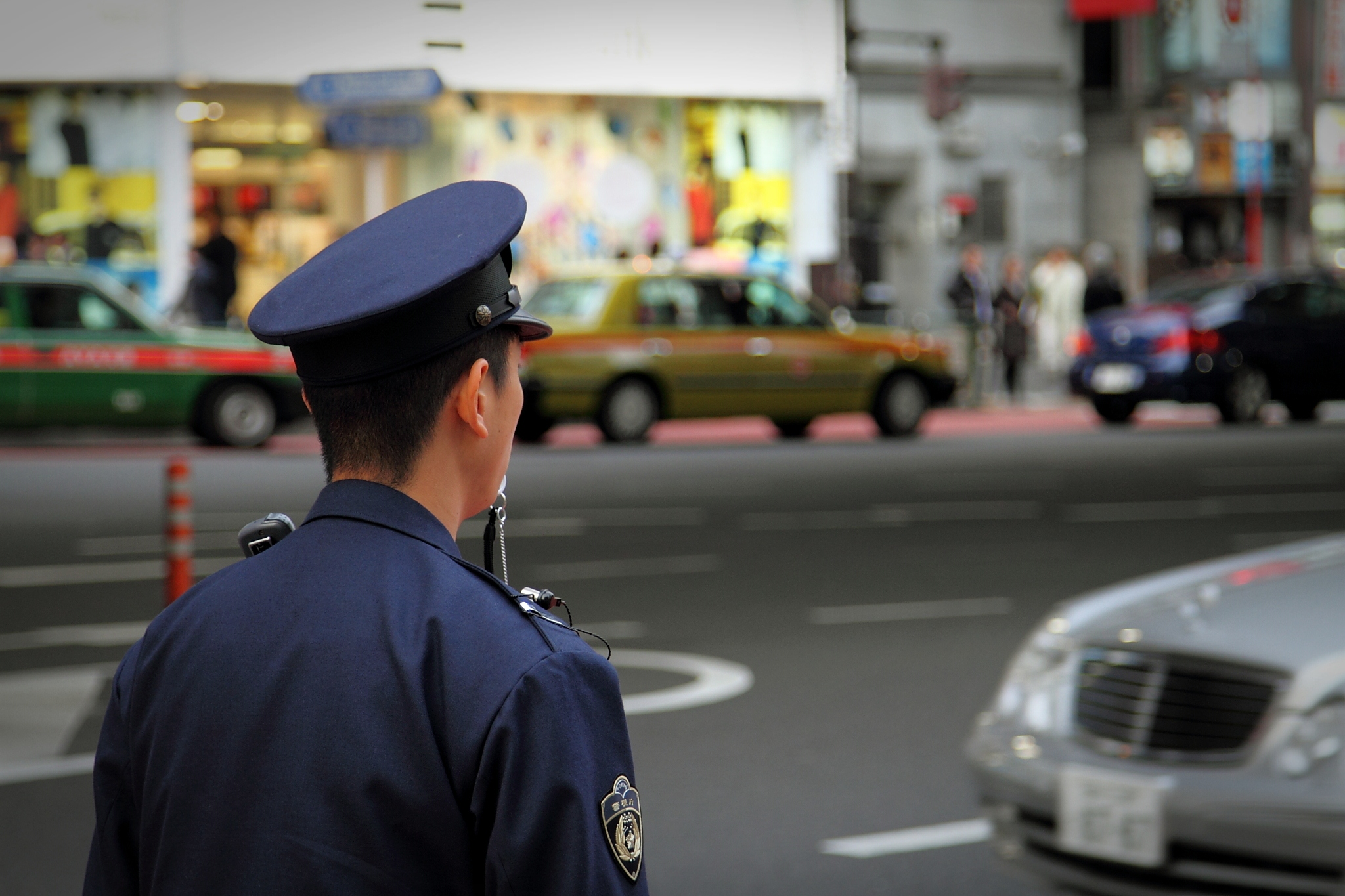
交通取り締まり中の警察官

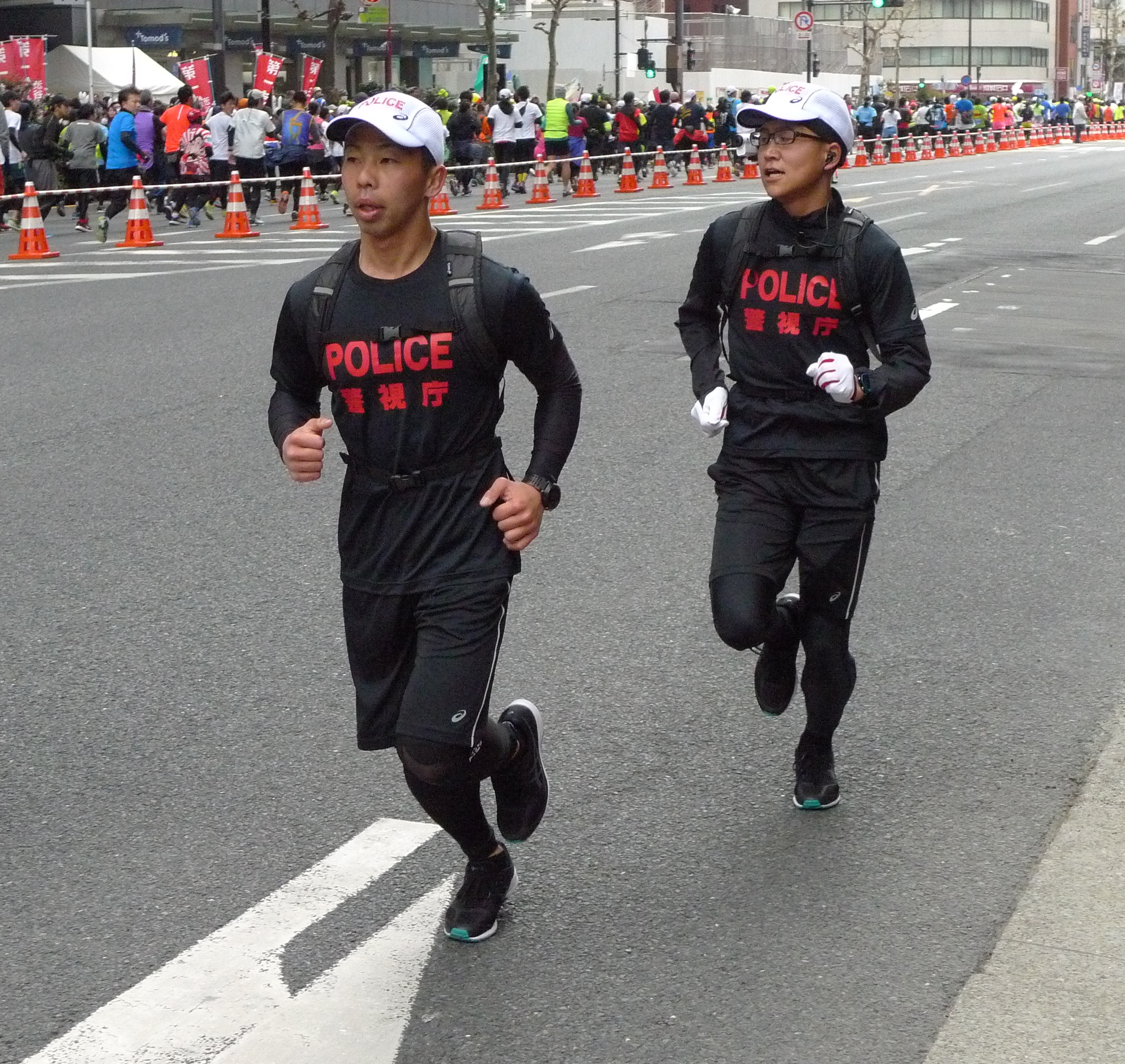
東京マラソンのランニングポリス

## 権限と義務

### 権限
法令上、警察官は主に下記のような権限を有している。
- 職務質問をする権限（警察官職務執行法第2条第1項）
- 武器を使用する権限（警察官職務執行法第7条）
- 被疑者への出頭要請及び取調権（刑事訴訟法第198条）
- 逮捕権（刑事訴訟法第199条）
- 犯罪捜査のための捜索・差押・検証（刑事訴訟法第218条）等
- 緊急自動車の優先通行権（道路交通法第39条等）
- 特定区域への通行制限権（道路交通法第6条第4項）
- 災害時の通行禁止区域における車両その他の物件の移動命令や破損の権限（災害対策基本法第76条の3）
- 現場における一般人に対する協力命令権（警察官職務執行法第4条第1項）
- 他人の家屋、土地に立ち入る権限（警察官職務執行法第6条第1項）

### 義務

#### 憲法擁護義務
公務員として日本国憲法第99条に基づき、憲法尊重擁護の義務を負う。犯罪捜査を行う場合については、刑事訴訟法の規定に基づき、司法警察員又は司法巡査として、検察官の指揮を受ける。

#### 守秘義務
警察官は、職務上知り得た秘密を漏らしてはならない。その職を退いた後も、また、同様とする（地方公務員法第34条第1項）。守秘義務違反は懲戒処分の対象となる。
秘密を漏らすとは、秘密事項を文書で表示すること、口頭で伝達することをはじめ、秘密事項の漏洩を黙認する不作為も含まれる。法令による証人、鑑定人等となり、職務上の秘密に属する事項を発表する場合においては、任命権者の許可を受けなければならない（同法第34条第2項、第3項）。

#### 保護義務
警察官は、異常な挙動その他周囲の事情から合理的に判断して次の各号のいずれかに該当することが明らかであり、かつ、応急の救護を要すると信ずるに足りる相当な理由のある者を発見したときは、取りあえず警察署、病院、救護施設等の適当な場所において、これを保護しなければならない（警察官職務執行法第3条）。
- 精神錯乱又は泥酔のため、自己又は他人の生命、身体又は財産に危害を及ぼすおそれのある者
- 迷い子、病人、負傷者等で適当な保護者を伴わず、応急の救護を要すると認められる者（本人がこれを拒んだ場合を除く。）

この措置をとった場合においては、警察官は、できるだけすみやかに、その者の家族、知人その他の関係者にこれを通知し、その者の引取方について必要な手配をしなければならない。責任ある家族、知人等が見つからないときは、すみやかにその事件を適当な公衆保健若しくは公共福祉のための機関又はこの種の者の処置について法令により責任を負う他の公の機関に、その事件を引き継がなければならない。
また警察官は、精神障害のために自身を傷つけ、又は他人に害を及ぼすおそれがあると認められる者を発見したときは、直ちにその旨を最寄りの保健所長を経て都道府県知事に通報しなければならない（精神保健福祉法第23条）。

### 警察以外の機関からの派遣・派出要請等
- 検察官は、自ら犯罪を捜査する場合において必要があるときは、司法警察職員（警察官等）を指揮して捜査の補助をさせることができる（刑事訴訟法第193条ほか）。
- 自衛官のうち警務官が犯罪捜査のために、警察官の要請をおこなうことができる。
- 衆議院議長または参議院議長が衛視だけでは国会内の秩序維持ができないと判断した場合、警察官の派出要請をおこなうことができる（議院警察権、国会法第115条）。
- 入国警備官が不法入国摘発その他の取締りを行うため警察官を要請する場合がある。
- 税関職員が、臨検、捜索、差押え又は記録命令付差押えをするに際し必要があるときは、警察官・海上保安官の援助を求めることができる(関税法第130条第1項）
- 麻薬取締官または麻薬取締員が警察官に人員の要請をおこなうことができる。
- 船員労務官が労務捜査のために警察官・海上保安官を要請する場合がある。
- 刑務官から脱走者捜索のために矯正施設外を捜索するために、警察官を要請する場合がある（逃走の罪）。
- 労働基準監督官が労働基準災害捜査のため警察官を要請する場合がある。
- 裁判官は法廷の秩序を維持するために警察官の派出を要求することができる（裁判所法第71条の2）。
- 執行官は執行に際して抵抗を排除するために警察官の援助を要請することができる（民事執行法第6条）。
- 漁業監督官または漁業監督吏員が密漁を阻止する場合に海上保安官または警察官を要請することができる。
- 鉱務監督官が捜査取締りをおこなう際に警察官を要請する場合がある。
- 森林管理局員が密猟取締りのために警察官に要請する場合がある。
- 船長等が船員の暴動または犯罪行為に海上保安官および警察官を要請する場合がある。

## 歴史

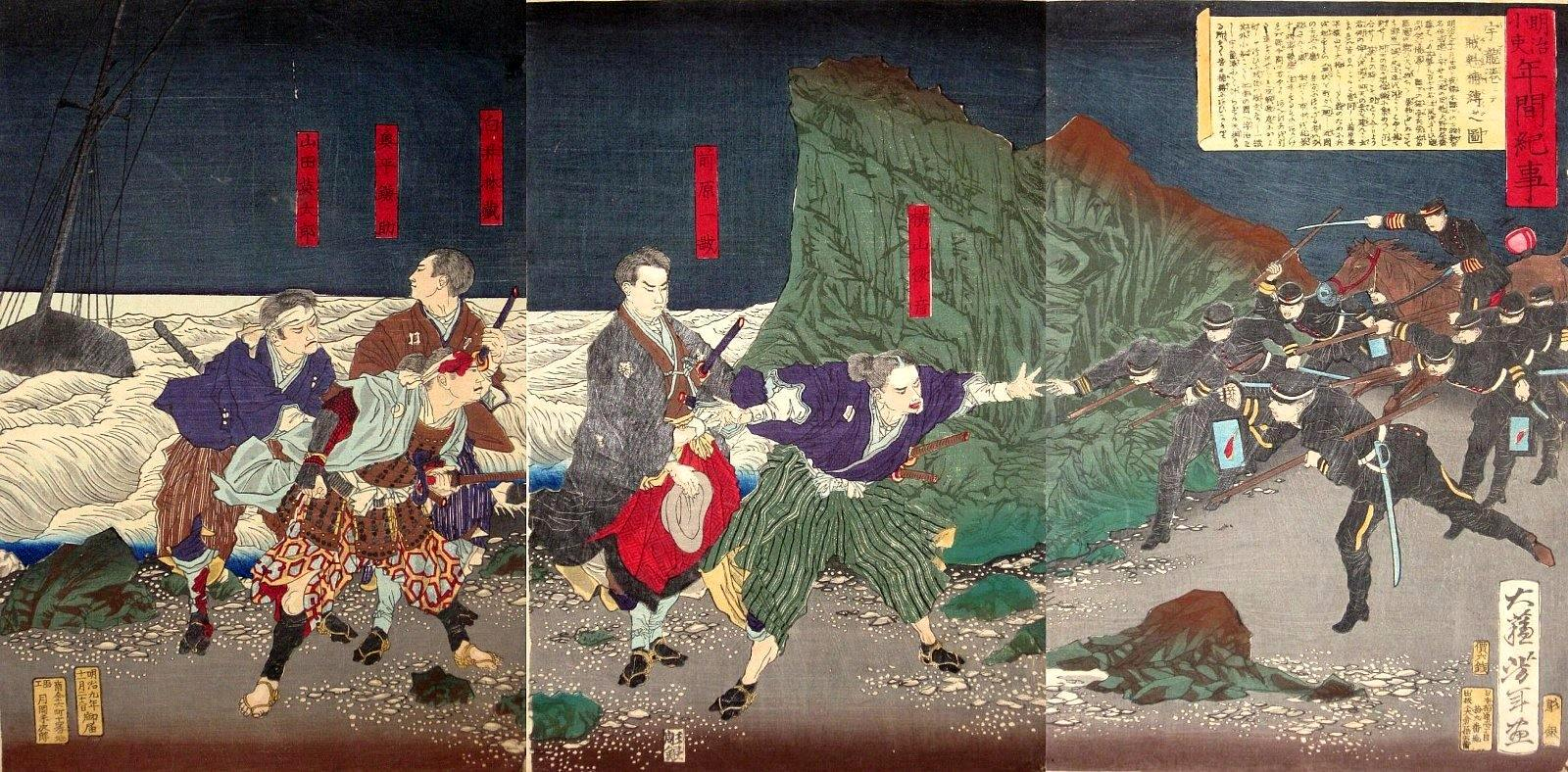
前原一誠を捕らえる明治時代の警察官（月岡芳年画）

平安時代の弘仁7年（816年）頃に警察組織として検非違使が設置され、主に京都の警備にあたった。
江戸時代には、警察に相当する組織として町奉行や勘定奉行などがあった。江戸市中は町奉行所が扱い、幕府直轄領については勘定奉行が扱った。例えば江戸には南北の町奉行が、諸国には地名を冠した遠国奉行があり、その職員である与力、同心が現在の警察官に相当した。ただし、与力、同心の数は人口に対して非常に少なく、町奉行の活動の対象となる江戸の町方の人口が50万人程度だったのに対し、警察業務を執行する廻り方同心は南北合わせて30人にも満たなかった。この人数で江戸の治安を維持することは困難であったため、同心は私的に岡っ引と呼ばれる手先を雇い、警察業務の末端を担わせていた。江戸の岡っ引は約500人、その手下の下っ引を含めて3,000人ぐらいいたという。また、重罪であった放火、押し込み強盗などを取り締まる火付盗賊改方も設置された。
明治維新によって江戸幕府が崩壊し、新たに薩長土肥が主導する明治政府が誕生すると、諸藩の兵（藩兵）が治安維持に当たった。しかし、藩兵は兵士であり、警察官ではなかった。
1871年、東京府に邏卒（らそつ）3,000人が設置されたことが近代国家警察の始まりとなった。邏卒には薩摩藩、長州藩、会津藩、越前藩、旧幕臣出身の士族が採用されたが、その内訳は薩摩藩出身者が2,000人、他が1,000人であり、日本警察に薩摩閥が形成される契機となった。同年、司法省警保寮が創設されると警察権は同省に一括され、東京府邏卒も同省へ移管された。薩摩藩出身の川路利良は、渡欧して近代国家にふさわしい警察制度を研究し、フランスの警察に倣った制度改革を建議した。司法省警保寮は内務省に移され、1874年に首都警察としての東京警視庁が設立された。以後の警察は、国家主導体制のもと、管轄する中央省庁の権限委任も多く行われたが、最終的に内務省に警察権が委任され、内務省方の国家警察・国家直属の首都警察としての警視庁と、各道府県知事が直接管理下に置く地方警察の体制に落ち着いた。
1933年に大阪市の天六交差点で起きたゴーストップ事件（天六事件）にて、市電を目がけて赤信号を無視して交差点を横断した陸軍第4師団歩兵第8連隊第6中隊一等兵と交通整理中であった大阪府警察部曽根崎警察署交通係巡査との大規模な衝突が起こり、その後、現役軍人に対する行政措置は警察官ではなく憲兵が行うこととなり、軍部が政軍関係を超えて次第に国家の主導権を持つきっかけの一つとなった。
第二次世界大戦後は、連合国軍最高司令官総司令部 (GHQ) により、それまでの中央集権的な警察組織が廃止され、1948年に旧警察法が定められ、地方分権色の強い国家地方警察と自治体警察の二本立ての運営で行われたが。1954年には現・警察法に改正され、国家行政組織の警察庁と地方組織の警視庁・道府県警察に統一されて今日に至っている。
なお、この間、1938年に厚生省が内務省から分立し、警察官の業務のうち衛生業務は保健所に移管された。消防業務に関しては、1948年に国家行政組織として消防庁が設置され、消防業務は警察官の業務から独立し、自治体消防制度が発足した。

## 採用・昇任
警察官の採用には、警察庁警察官の採用試験として人事院の実施する国家公務員採用試験と、各都道府県の警察官の採用試験として各都道府県人事委員会（都道府県警察に業務が委託されている場合もある）の実施する地方公務員採用試験がある。なお、警察官採用数の上位30校はすべて私立大学が占めている。
国家公務員として警察庁（本庁）に採用された場合、国家公務員総合職採用者（旧Ⅰ種、旧三級職、有資格者、いわゆるキャリア）は警部補の階級を初任とし、国家公務員一般職（大卒）採用者（旧Ⅱ種、旧二級職、いわゆる準キャリア）は巡査部長の階級を初任とする。これら警察庁採用の警察官は昇任試験を課せられることなく、選考により昇任する。
地方公務員として都道府県に採用された場合は、採用枠や学歴に関係なく原則として巡査（旧1級職、国家III種採用相当、高卒程度）の階級を初任とする。その後は一定の経験年数を受験資格とする、巡査部長、警部補、警部と3段階の試験を通じて昇任の道が開ける。いずれも倍率の高い試験である。警視以上へは試験ではなく個別の選考により昇任する。警察制度上、巡査部長は初級幹部、警部補は中級幹部と位置づけられる。地方公務員として採用された者であっても、警視正の階級に至ると国家公務員に身分が切り替わり、任命権者も警察本部長から国家公安委員会になる（地方警務官）。俸給その他手当についても国庫がその支弁を行うようになる（警察法37条1項1号、警察法施行令2条1項）。また、巡査と巡査部長の間に一種の名誉職として巡査長がある。巡査を一定期間経験し、勤務成績優秀と認められた場合に任じられる(任命制度、基準は警察本部により異なる)。
都道府県の場合、専門性を必要とされる職種については経験者または有資格者を採用しており、学歴に関係なく経験や能力によって階級が定められている。主に財務捜査、サイバー捜査において専門採用枠があり、採用時の階級は巡査部長であることが多い。
少子高齢化により受験者数が減少していることから、退職した元警察官の採用要件を緩和し即戦力として雇用する「再採用」が全国で行われている。
1960年代には人手不足から採用試験は毎月のように行われており、当時大学生で就職活動が上手くいっていなかった若本規夫は11月に警視庁へ願書を出し、採用試験では身体検査、筆記試験、面接が1日で終了、当日に合否判定が下され、2月の身上調査で正式合格、4月に警察学校へ入校したという。

## 階級・階級的職位
警察官の階級は、警察法第62条により、警視総監以下、警視監、警視長、警視正、警視、警部、警部補、巡査部長及び巡査の9階級が定められている。また巡査と巡査部長の間に階級徽章から区別されるように、警察法に定められた正式な階級では無いが「階級的地位」として運用される巡査長がある。警部補、巡査部長、巡査長、巡査の下位3つの階級と1つの階級的職位で全警察官の92パーセントを占めており、警部が5％、警視が3％で、警視正以上の警察官は僅か0.2％しかいない。
警察庁の長たる警察庁長官は日本の警察官の最高位の官職名・職位であるが、階級を有しない警察官である（警察法第34条第3項、第62条）。警視監以下の警察官は制服着用時に「階級章」を着装するが、長官は特別に規定された「警察庁長官章」（金色の5連日章）を両肩肩章に着装する（警察官の服制に関する規則第4条第1項）。警視総監も警視監までに規定されている階級章ではなく、両肩に4連日章を着装する。
警視総監は、最高の階級として東京都を管轄する警視庁に1人のみ置かれ、その職名と階級が一致する。全国の道府県警察本部長が警視監または警視長なのに対して、首都の治安維持を指揮する警視総監は、階級においても特別な地位である。もっとも、長官も警視総監も、制服を着用する事は自身が直接指揮を執る場合や式典の場合以外ではなく、通常の勤務は背広・ネクタイ姿である。
その他の公務員でも同様であるが、殉職した場合は殉職の態様により二階級、あるいは一階級特進などの形で特別に昇任する場合があり、その場合には、（遺族への）退職金支払・叙勲・その他の保障も特進した階級に基づきなされる。
1990年代に、職務の高度化および専門化に鑑み、警視、警部、警部補の人員割合を増やすという、階級構成の是正化が行われている。
警察官になる時の採用試験の種別によってキャリアパスは大きく変わる。全警察官26万人中600人しかいない国家公務員総合職試験に合格した警察官は俗に「キャリア」と呼ばれ、初任は警部補で数年で自動的に警視に昇任し、警察官僚として警察庁長官と警視総監を目指して出世の階段を上っていく。警察庁長官と警視総監になれるのはキャリアだけである。国家公務員一般職試験に合格した俗にいう「準キャリア」の警察官の初任は巡査部長であり、キャリアと同じく無試験で出世していくが、キャリアほど出世はできなく一般的には警視長までである。例えば警視庁では警察署長や本部の課長になることはない。一方、ほとんどの警察官を占める地方公務員試験に合格した警察官の「ノンキャリア」の初任は巡査であり、昇任試験に合格することで出世していくが、ほとんどは出世できても警部補までで、警部以上は極めて狭き門で最高でも警視長までである。ただし過去の特異な例として高卒のノンキャリアとして警察官になり警視監にまで上り詰めた者もいたという。なお地方公務員として採用された者でも警視正以上の階級に昇任した時点で自動的に国家公務員となる。
| 階級序列 | 階級 （職位）  | 主な官職 |
| -------- | -------------- | --- |
| -        | （警察庁長官） | 警察庁長官 |
| 1        | 警視総監       | 警視総監 |
| 2        | 警視監         | 警察庁次長・官房長・局長・審議官・部長・主要課長、警察大学校長・副校長、管区警察局長、皇宮警察本部長、警察大学校長、警視庁副総監・主要部長、警察本部長（一部）                                               |
| 3        | 警視長         | 警察庁内部部局課長・参事官・管理官、管区警察局部長・学校長、警察大学校部長、警視庁部長・主要参事官、方面本部長（一部）、警察本部長、警察本部主要部長                                                         |
| 4        | 警視正         | 警察庁内部部局室長・理事官、管区警察局部長・主要課長・管区警察学校部長、警察大学校主任教授、警視庁参事官・主要所属長、方面本部長、警察本部部長・主要参事官・主要課長・首席監察官、市警察部長、大規模警察署長 |
| 5        | 警視           | 警察庁内部部局課長補佐・課付、管区警察局課長・調査官・管区警察学校教授、警察本部参事官・所属長・管理官・係長、警察署長・副署長・主要警察署管理官・課長                                                       |
| 6        | 警部           | 警察庁内部部局係長、管区警察局課長補佐・係長、主要警察本部係長、警察本部課長補佐、警察署・副署長・次長・課長・課長代理、執行隊中隊長                                                                         |
| 7        | 警部補         | 警察庁内部部局係長心得、警察本部係長・主任、警察署課長代理・係長・係長代理、班長、執行隊小隊長 |
| 8        | 巡査部長       | 警察署主任、班長、執行隊分隊長 |
| -        | （巡査長）     | 指導係員 |
| 9        | 巡査           | 係員 |

| 階級序列   | -          | -        | 1        | 1      | 2      | 2      | 3      | 3      | 4      | 4    | 5    | 5    | 6    | 6      | 7      | 7        | 8        | 8        | 8      | -                 | -                 | -                 | 9             | 9             | 9             | 9             | 9             | 9             | 9             | 9             | 9             | 9             | 9             | 9             |
| ---------- | ---------- | -------- | -------- | ------ | ------ | ------ | ------ | ------ | ------ | ---- | ---- | ---- | ---- | ------ | ------ | -------- | -------- | -------- | ------ | ----------------- | ----------------- | ----------------- | ------------- | ------------- | ------------- | ------------- | ------------- | ------------- | ------------- | ------------- | ------------- | ------------- | ------------- | ------------- |
| 胸章       |            |          |          |        |        |        |        |        |        |      |      |      |      |        |        |          |          |          |        |                   |                   |                   |               |               |               |               |               |               |               |               |               |               |               |               |
| 警察庁長官 | 警察庁長官 | 警視総監 | 警視総監 | 警視監 | 警視監 | 警視長 | 警視長 | 警視正 | 警視正 | 警視 | 警視 | 警部 | 警部 | 警部補 | 警部補 | 巡査部長 | 巡査部長 | 巡査部長 | 巡査長 | 巡査長            | 巡査長            | 巡査              | 巡査          | 巡査          | 巡査          | 巡査          | 巡査          | 巡査          | 巡査          | 巡査          | 巡査          | 巡査          | 巡査          |               |
| 肩章       |            |          |          |        |        |        |        |        |        |      |      |      |      |        |        |          |          |          |        | Second Lieutenant | Second Lieutenant | Second Lieutenant | Officer Cadet | Officer Cadet | Officer Cadet | Officer Cadet | Officer Cadet | Officer Cadet | Officer Cadet | Officer Cadet | Officer Cadet | Officer Cadet | Officer Cadet | Officer Cadet |

### 階級の変遷

#### 明治初期
1874年（明治7年）、司法省にあった警保寮を内務省に移管。帝都の治安を担う東京警視庁設置により、本格的な行政警察に基づく警察制度が確立した。当初、長は警視長とされたが、同年中に次位の大警視を長の名称に引き上げるなどの改正がされた。その後、内務省警視局への組織改編をはさんで数度の改正が行われた。
一方、東京府以外の各府県では、1875年（明治8年）に警部と巡査が置かれた。府県の警察担当部署は第四課で、1880年（明治13年）に警察本署と改められた。
再び警視庁が置かれる直前（1880年）における、東京府（内務省警視局）と東京以外の府県の警察官・巡査の職を示す。
| 警察官・巡査の階級（1880年） | 警察官・巡査の階級（1880年） | 警察官・巡査の階級（1880年） | 警察官・巡査の階級（1880年） |
| ---------------------------- | ---------------------------- | ---------------------------- | ---------------------------- |
| 官等                         | 官等                         | 警視局                       | 府県                         |
| 勅任                         | 3等                          | 大警視                       | -                            |
| 奏任                         | 4等                          | 中警視                       | -                            |
| 奏任                         | 5等                          | 権中警視                     | -                            |
| 奏任                         | 6等                          | 少警視                       | -                            |
| 奏任                         | 7等                          | 権少警視                     | -                            |
| 奏任                         | 8等                          | 一等警視補                   | 一等警部                     |
| 奏任                         | 9等                          | 二等警視補                   | 二等警部                     |
| 判任                         | 10等                         | 大警部                       | 三等警部                     |
| 判任                         | 11等                         | 権大警部                     | 四等警部                     |
| 判任                         | 12等                         | 中警部                       | 五等警部                     |
| 判任                         | 13等                         | 権中警部                     | 六等警部                     |
| 判任                         | 14等                         | 少警部                       | 七等警部                     |
| 判任                         | 15等                         | 権少警部                     | 八等警部                     |
| 判任                         | 16等                         | 警部補                       | 九等警部                     |
| 判任                         | 17等                         | 警部試補                     | 十等警部                     |
| （等外）                     | 等外1等                      | 一等巡査                     | 一等巡査                     |
| （等外）                     | 等外2等                      | 二等巡査                     | 二等巡査                     |
| （等外）                     | 等外3等                      | 三等巡査                     | 三等巡査                     |
| （等外）                     | 等外4等                      | 四等巡査                     | 四等巡査                     |

#### 明治中後期
1881年（明治14年）、警視庁が再置され、内務省本省から独立した。警視庁の長は警視総監となり、この官名は現在に引き継がれている。警視庁の初期には警視副総監、巡査総長など現在とは異なる名称の職も置かれたが、数度の改正を経て1891年（明治24年）には警視総監 - 警視 - 警部 - 巡査の形となった。
東京府以外の府県では、1881年に警部長 - 警部 - 警部補 - 巡査の形となった。警察部門の名称は、警察本署から警察本部、警察部と改められたが、警部長が引き続いてその長となった。1905年（明治38年）の警部長廃止後は警務長が置かれ、警察部長たる事務官が充てられた。台湾・朝鮮の外地には、巡査の下に巡査補の階級が置かれ、台湾人・朝鮮人が巡査補に任命された。
- 1890年（明治23年） - 巡査部長を設置。警部補を廃止（警部に吸収）。
- 1900年（明治33年） - 府県に警視を設置（1924年（大正13年）に地方警視に改称）。
- 1910年（明治43年） - 警部補を再び設置。

#### 大正〜昭和戦前
- 1913年（大正2年） - 警務長を廃止。
- 1943年（昭和18年）〜1946年（昭和21年） - 大阪府では警察局となり、警察局長が置かれた。
- 1944年（昭和19年）〜1946年（昭和21年） - 警視庁と一部道府県に警務官が置かれた。

終戦（1945年（昭和20年）8月15日）当時における警察官、消防官等の職を示す。
| 官等     | 警視庁          | 北海道庁 | 大阪府       | 府県     | （消防）                               |
| 勅任     | 警視総監        | -        | -            | -        | -                                      |
| 勅任     | -               | -        | 警察局長     | -        | -                                      |
| 奏任     | 官房主事 各部長 | 警察部長 | 警察局各部長 | 警察部長 | -                                      |
| 奏任     | 警務官          | 警務官   | 警務官       | 警務官   | -                                      |
| 奏任     | 警視            | 警視     | 地方警視     | 地方警視 | 消防司令 北海道庁消防司令 地方消防司令 |
| 判任     | 警部            | 警部     | 警部         | 警部     | 消防士 消防機関士                      |
| 判任     | 警部補          | 警部補   | 警部補       | 警部補   | 消防士補 消防機関士補                  |
| 判任待遇 | 巡査部長        | 巡査部長 | 巡査部長     | 巡査部長 | 消防曹長                               |
| 判任待遇 | 巡査            | 巡査     | 巡査         | 巡査     | 消防手                                 |

### 官名と職名
次の3つに分類することができる。上2つは国家公務員、3つ目は地方公務員である（カッコ内は例）。
- 警察庁警察官（官名＝警察庁巡査部長、警察庁警部補、職名＝官房審議官、四国管区警察学校教務部長兼教授）
- 地方警務官（官名＝警視正、警視長、職名＝警視庁副総監、神奈川県警察本部交通部参事官兼運転免許本部長）
- 警視以下の都道府県警察官（官名＝巡査長沖縄県巡査、北海道警部、職名＝大阪府警察本部刑事部捜査第一課長、○○警察署地域課長）

## 装備
警察庁の警察官は、制服のほかに階級章、識別章、警察手帳、手錠、警笛、警棒、拳銃、帯革、けん銃吊り紐を貸与されることと定められている。各都道府県警察でも、これに準じた装備が貸与されている。

### 服制
明治時代から第二次世界大戦中までの制服は詰襟であったが、戦後は背広型となった。イメージは軍服に負い皮付き帯革を締めたスタイルであった。
1994年から採用されている形式の制服は、旧制服よりもさらに市民への威圧感を軽減し、男女ともに機能性・活動性に特化したデザインであると同時に、警察官として相応しいりりしさと見た目にも美しさを兼ね備えたデザインを取り入れている。
同年より女性警察官の制服にはスカートの他にズボンも配布された。ズボンは当初、正装とは見なされなかったが、のち一部の都道府県警察の訓令でスカート・ズボンどちらも着用していいこととなった。特に指定のない場合の公式正装では下衣はスカート着用とされている。ズボン配布は、制服のスカート丈が短いので内勤は良いが外勤の際は冬場では寒いという意見が多かったので、外勤の活動服として取り入れられたことによる。
最近の警察官は個人の標準装備に、ベルトポーチ（ウエストバッグではない）など自前購入した様々なオプションを付け加えることが容認されているようである（巻尺を着けている警察官もいる）。制服に関しては1994年以降変更されていない。
右上腕部のそでにあるエンブレムを除き、全国的に統一されたデザインの物が着用されている。これは全ての警察官が同じ制服を着用していることによる一体意識を持たせること、複数の都道府県警察の警察官が合同で業務を行う際の混乱を防ぐこと等の理由があると考えられる。エンブレムが右腕に着くのは、交通検問の際に質問者が警備員ではなく警察官であると直ちに認識させるため（日本車は運転席が右側にあるので、運転手からは相手の右上腕が最初に目に入る。もっとも、警備員が"検問"をすることは法律上できない）。
なお、民間警備会社の警備員の制服は、色彩・形式・記章（ワッペン）等により警察官と明確に識別できるものでなくてはならない（警備業法第16条、警備業法施行規則第27条）とされている。これは警備員が警察官と誤認されたり、民間企業の従業員である警備員の行う警備業務が警察官等の行う行政警察活動としての警備と混同されたり、警備員に特別な権限があるかのような誤解を招くことがないようにとの主旨によるものである。警備会社では対応としてシャツに太いラインを入れたり、灰色など異なるカラーリングを採用するなどしている。

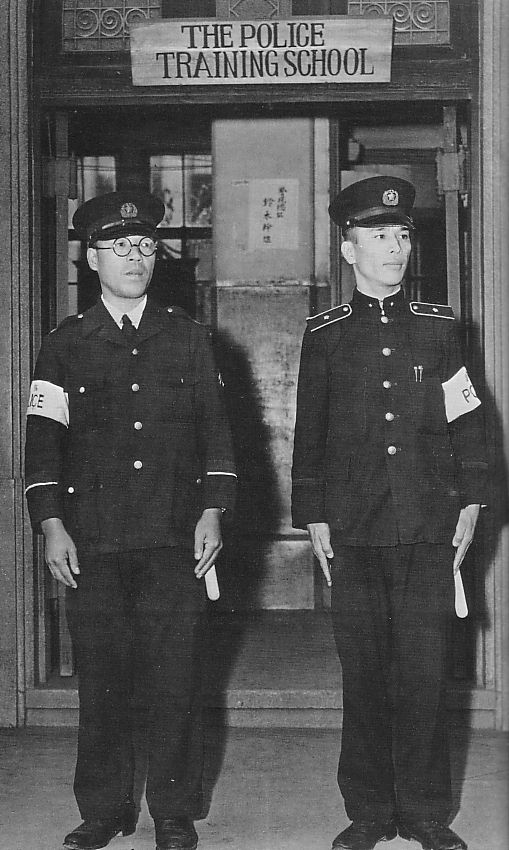
戦後まもなくの制服改正。左が新制服（背広型）、右が旧制服（詰襟）。
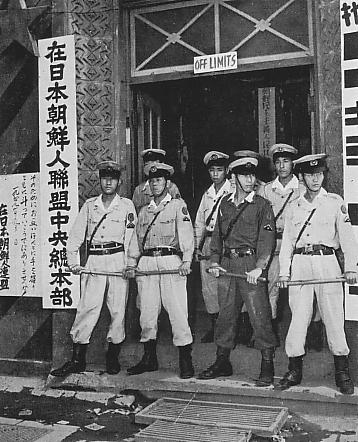
1949年（昭和24年）の夏服。サム・ブラウン・ベルトを装着し、木製警棒を持っている。在日本朝鮮人連盟本部の強制捜査で。

#### 活動服

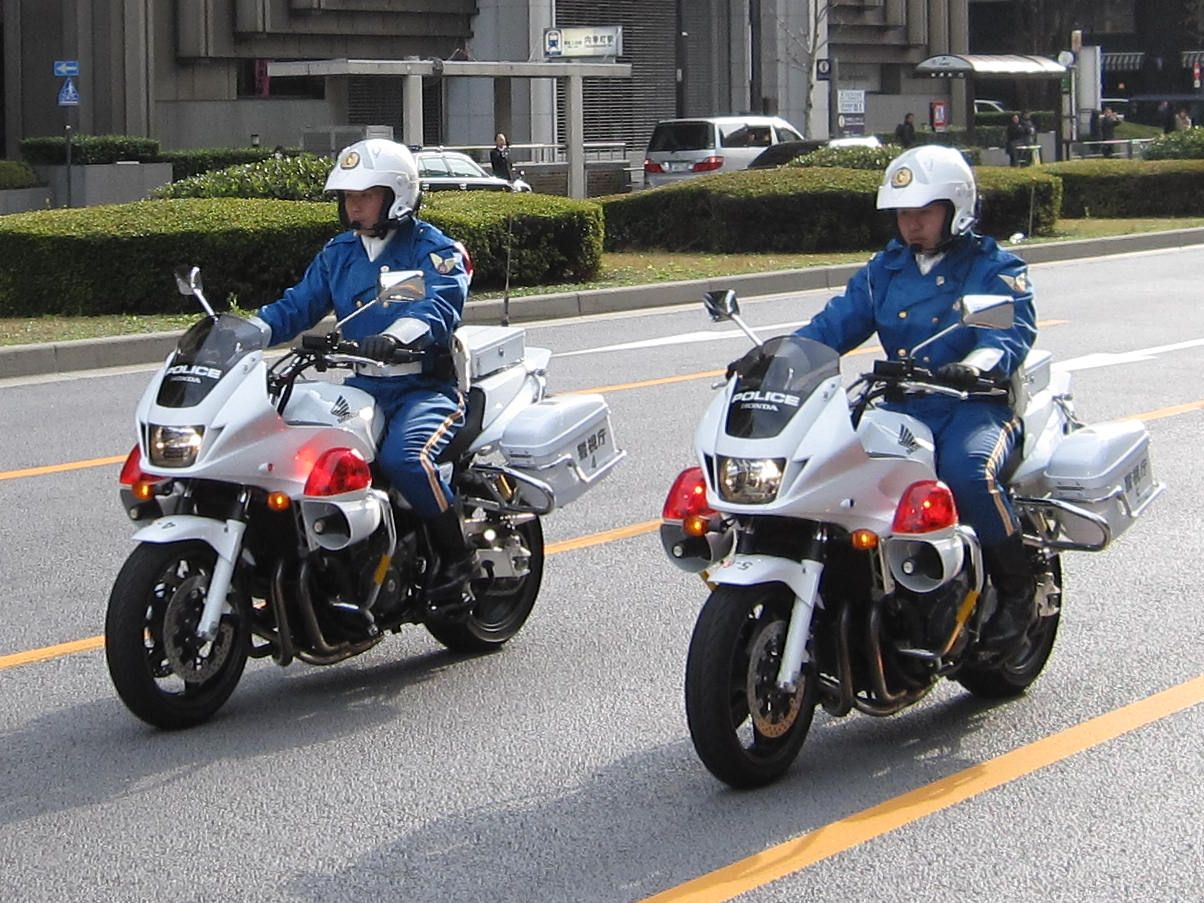
白バイ隊員

活動服は、上衣が4つボタンのブルゾン（フランス語でジャンパー）型で丈が短く、腰部分にシャーリング（ゴム紐を入れた絞り）が入っているため非常に動きやすくなっている。地域警察官や留置場勤務の総務警察官や道路標識などの管理業務中の交通警察官が着ているのが「活動服」であり、「冬服」・「合服」を着ているのは署内勤務員（各種申請・届出を受け付けたりする総務警察官）や交通警察官（交通整理を街中で立ち、行うためにスーツたる背広を着用）や幹部クラスの警察官である。まれに「冬服」・「合服」を着ている地域警察官を見かけることがあるが、活動服が使用不可能な状態（破損や汚損など）な場合が多い。あくまで略装であり、常用は厳しく制限している本部もある。当初は自動車警ら隊等のパトカー乗務員にのみ支給されていたが、現場の意見から広く採用されることとなった。
街中でパトロールや取締りをする交通機動隊・高速道路交通警察隊に属する警察官の制服は他部署（自動車警ら隊員や地域警察官など）とは異なっており、交通乗車服という特殊服（ダブルボタンのライダースジャケットに、サスペンダー付きで丈が胸の下まであるズボン。色は共に空色で、ズボンには白の側章線が入る。履物は乗車用ブーツ）を着用する。また常に必ずヘルメットを被ってパトロールに従事するよう定められている。
警視庁の地域警察官は東京都の条例に合わせ、自転車に乗る際には緩衝材が入った制帽を着用していた。2023年4月からは年齢にかかわらず自転車用ヘルメットが努力義務となることに合わせ、記章が入った自転車専用のヘルメットに変更することになり、警視庁では3月22日から先行して導入した。
他にパトロールをする刑事警察の機動捜査隊に属する警察官（刑事）の場合（覆面パトカーに乗務）、制服ではなく「私服警察官」として、一般人と同様の背広などを着てパトロール等に従事するため、警察官と気づかれることなく挙動不審人物に職務質問することが可能となり犯人を取り逃がす可能性が低くなる。

#### 冬服・合服
冬服（12月1日から翌年3月31日まで着用）は3つボタンである。色は濃紺色。導入当初、市民からは「遠目には警備員と区別がつかない」と不評だったという。
帯革（たいかく）をズボンのベルトに専用金具で固定する。帯革には、拳銃ホルスター、無線機、警棒（伸縮式警棒）、拳銃吊り紐、手錠ケースなどがつけられる。拳銃ホルスターや無線機は上衣の外に出ていないといけないため、上衣腰ポケット蓋下に切られているスロットからベロを引き出しそれに付ける。つまり一般の上着と違い、腰ポケット蓋はダミーで、腰ポケットに物は入れられない構造である。拳銃吊り紐はカールコード式で、端は帯革に留める。警棒は左腰のサイドベンツから外へ出る。
合服（4月1日から5月31日まで及び10月1日から11月30日まで着用。沖縄県警では合服の期間が短いほか、警視庁小笠原警察署では通年夏服のため着用しない）は、上衣、ズボン共に紺色とする。制式は冬服と同様。生地に麻が混じっているため、色や艶が冬服とはやや異なる。上着の下には夏服そっくりの肩章付のワイシャツ（長袖で色は白）を着用している。上着を脱いでワイシャツのみでの着用も認められており、その際は腕まくりも許可されている。
旧制式と比較して、次の点などが変更されている（1968年と1994年式制服の比較）。
- 上衣の下衿は、ピークドラペル[注釈 4]からノッチドラペル[注釈 5]になった。肩章の襟側に飾りボタンが左右1個ずつ付いた。4つボタンから3つボタンになった。胸部のポケットの張り合わせが、ひだ一条になった。腰部左右にポケットとポケット蓋を留めるボタンがあったものから、ズボンベルトに付けた帯革の拳銃と無線機を出す貫通口とその蓋となった。センターベンツから、サイドベンツになった。
- 帯革を上衣の下に締めることとして負革が廃止された。そで章を袖前面に一直線に配した線から、袖前面に外上がり内下がり斜めに配した線に変更。
- 警部補の帽子の帯章の黒色線を紺色線に変更。
- 警棒が全長60センチの木製からアルミ合金の特殊警棒に統一された（捜査員や白バイ隊員は従来から特殊警棒）。
- 階級章のデザインを変更（警察庁長官章と警視総監の階級章を除く）し装着位置を両襟（盛夏服は右胸）から左胸に変更。
- 右上腕部にエンブレムが付いた（これは交通取締時に運転手へ警察官と証明し、交通警察活動を認識させるため。警備員のワッペンは逆に左腕や、アメリカの法執行官同様の両腕である）。エンブレムはシリコン製となっている。

#### 夏服
夏服（6月1日から9月30日まで着用）は、水色の制式シャツ（肩章とエンブレムが付く）、あい色のズボン。シャツは半袖と長袖があり、長袖着用時は腕まくりも認められている。夏服のみ第一ボタンがなく、ネクタイも着用しない。

### 階級章
階級章は巡査から警視監まで同じ型で、左胸に付ける。金色の部分が多いほど階級が上になる（警視総監の階級章および警察庁長官の長官章のみ、1968年当時から変わらず肩章。これは両方とも一人しかいないため）。
2002年10月、続発した警察不祥事への対策の為、IDを示す半月状の識別章（書式は英字2字に3桁の数字。英字が所属警察本部または警察署、数字が個人番号を表す。裏側には警察本部名だけが書かれていて、従事する個人を特定されると支障が生じる強制捜索の場合など、必要に応じて反転させられる構造）が取り付けられるようになった。色は巡査部長まで全て銀色、警部補以上は縁が金色になる。
巡査部長は冬服・合服の袖に銀のライン、警部補・警部は金のライン、警視以上は金に加え紺のライン一条または二条が入る。また、制帽の帯章には警部補は紺、警部以上は金のラインが入る。

### 防弾・防護具
大戦前には、特殊帽や防火・防弾具については地方長官が内務大臣の認可を得て制定することとされており、府県ごとに相違していたと思われるが、1941年には内務省警保局長通牒により防空警備に従事する警察官の特殊制帽の様式が示され、これにより各府県警察部は防空警備時には軍用品に類似の略帽および鉄帽（いずれも徽章は旭日章）を使用できることとなった。鉄帽については当初白色と指定されていたが、大戦末期の鉄帽着用警察官の写真ではいずれも暗い色調となっている。
現在では、服制改正以降、薄型の防刃衣が導入され、外勤警察官の多くが着用するようになった。また、この頃から、銃器による犯罪の捜査現場や暴力団抗争事件の現場警備などで、突入捜査班・機動隊など以外の警察官も自衛隊の88式鉄帽類似の戦闘用ヘルメットやセラミックプレート入り防弾衣（旧型の金属板入りタイプも残存）を着用して捜査・警戒にあたる姿が報道などを通じてみられるようになっている。また交通機動隊の白バイ隊員は夜光チョッキと一体化した防護衣を着装している。

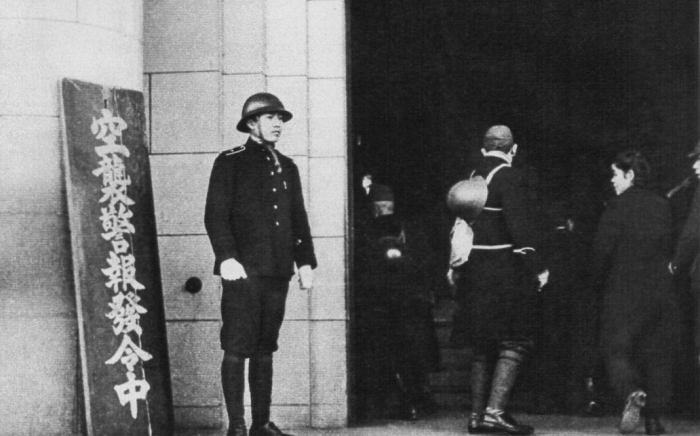
東京大空襲空襲警報発令中の警視庁正面玄関。鉄帽を被っている
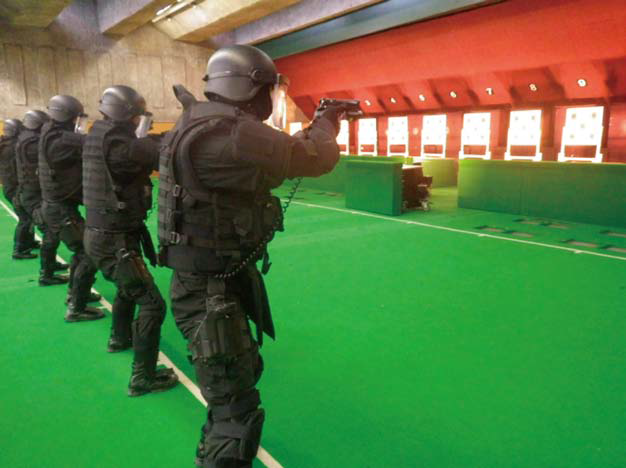
突入型防弾衣を着用し、ベレッタ92の射撃訓練を行う熊本県警察の人質立てこもり部隊
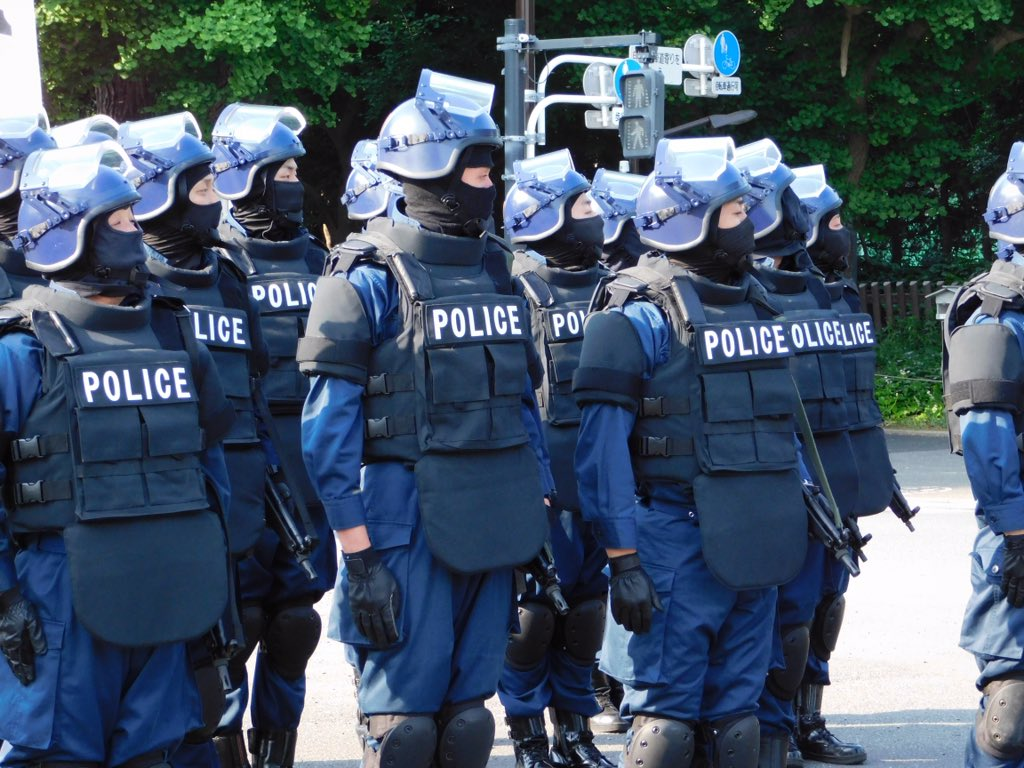
警視庁ERT。鉄帽および特殊防弾衣を着用している
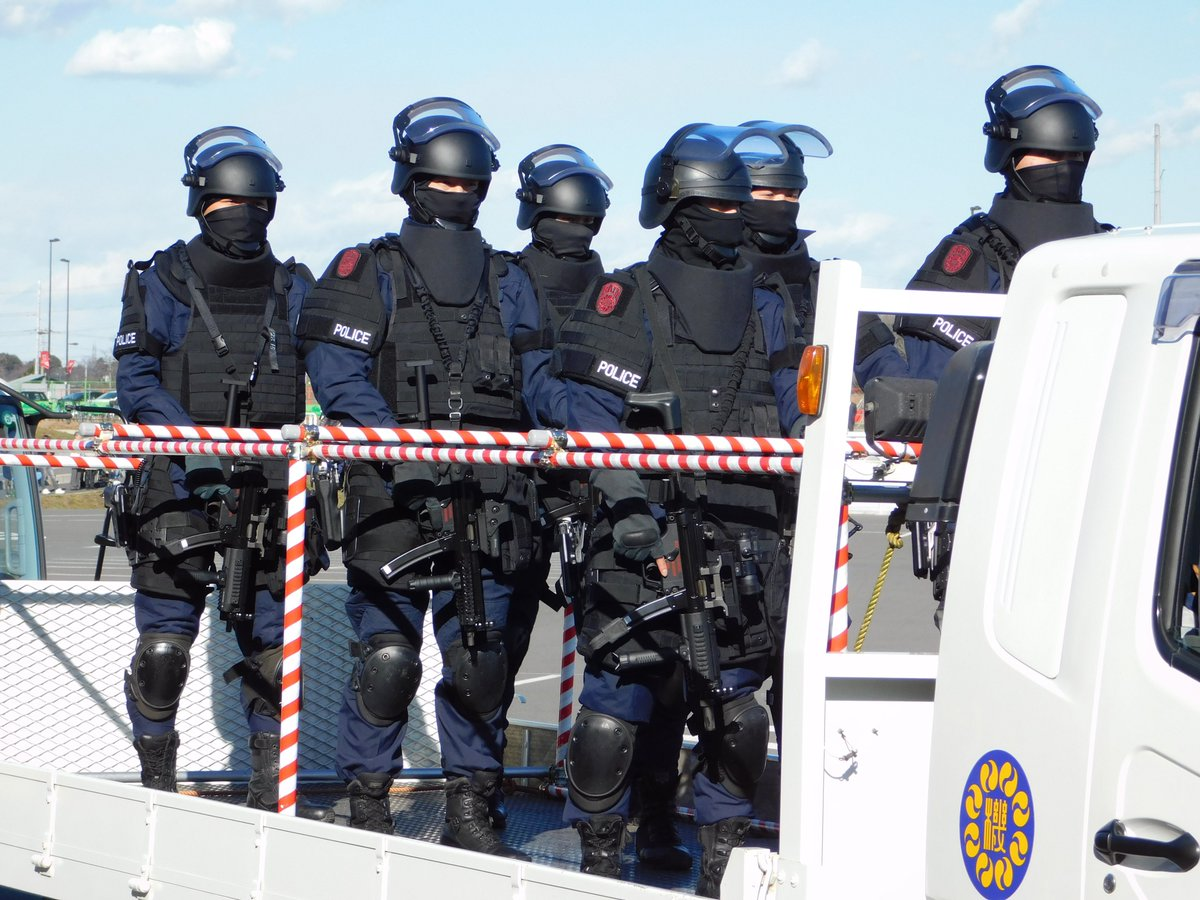
埼玉県警察RATS。独特の防弾衣を着用している

### 制服・装備品年表
- 1871年（明治4年） - ら（邏）卒（巡査の前身）制度発足。
- 1877年（明治10年） - 近代警察制度発足。二等巡査以下はサーベルを帯刀できず。
- 1883年（明治16年） - 巡査を含む全ての警察官がサーベルを帯刀する。
- 1896年（明治29年） - 立襟5つボタン。
- 1908年（明治41年） - 立襟5つボタン。新たに肩章が付く。
- 1923年（大正12年） - 10月22日、警察官及消防官服制改正公布（勅令）、必要なとき警察官の拳銃使用を認める。
- 1935年（昭和10年） - 立襟5つボタン。ポケットや肩章に変更がある。
- 1946年（昭和21年）
  - 7月30日 - GHQの指導により「警察官及び消防官服制」（昭和21年勅令367号）公布。内容は下記の通り。
    - 冬服は詰襟から濃紺色開襟式4つボタン背バンド付きに変更。常時ワイシャツ・ネクタイを着用。
    - 夏服は白色詰襟から上記同様のデザインに変更（生地は薄手）し、ネクタイを用いずワイシャツの襟を上位の襟に重ねるスタイルとした。
    - 盛夏服を新設。制式は上衣は茶褐色ワイシャツ式、ズボンも茶褐色とした。
    - 肩章を着脱式から縫い込み式に変更し日章1個とする。一級官・二級官は金色金属製、警部・警部補は銀色金属製、巡査部長・巡査は銀色布製とした。
    - 肩章の変更に伴い新たに階級章を制定。警部補以上は縦26ミリメートル横45ミリメートルの黒色布製台地に両縁に金線繍を施し、中央に平織金線及び銀色日章を付けたもので巡査部長・巡査は縦55ミリメートル（巡査は43ミリメートル）横70ミリメートルの布製黄色山型及び銀色日章を付けたものとした。
    - サーベルを廃止しけん銃、警棒及び警杖とした。

  - 9月21日 - 一級官たる警視庁官房主事各部長及び庁府県警察部長の階級章を制定。
- 1947年（昭和22年）5月1日 - 服制一部改正で警察官章を制定。併せて「婦人警察官服制」（昭和22年勅令第183号）公布。同日施行。
- 1948年（昭和23年）8月21日 - 旧警察法施行に伴い「警察官服制」（昭和23年国家地方警察訓令第2号）および「婦人警察官服制」（同3号）公布。内容は
  - 肩章について警部・警部補は金色金属製、巡査部長・巡査は銀色金属製に変更。
  - 長官・次長・警視長・警視正の階級章を新設。
  - 上記以外は従前の例による。
- 1950年（昭和25年）1月10日 - 服制一部改正。帯革および帯革止を新設。
- 1956年（昭和31年） - 警察官の服制及び服装に関する規則（昭和31年国家公安委員会規則第4号）が制定される。
- 1963年（昭和38年）4月1日 - 服制一部改正。題名を「警察官の服および服装に関する規則」に改正し、冬服上衣・冬帽子・外とうの材質に合成繊維（夏服上衣・夏帽子にはそれに加え麻・綿）使用できるようになり、「警部・警部補の階級章が巡査部長・巡査の階級章と見分けがつきにくい」との現場の意見を反映し警部・警部補の階級章を金線の太さを2ミリメートルから4ミリメートル（飾りみぞ付き）にし金線の両縁に1.5ミリメートルの黒線を付したものに変更。
- 1964年（昭和39年）9月10日 - 服制一部改正。雨衣の色を従来の濃紺または黒に加え白（各色頭きんに無色透明）を用いることができるようになり、従来の雨衣を雨衣第1種に変更、「6分コート」＋「ズボン」の雨衣第2種を追加。
- 1967年（昭和42年）7月1日 - 巡査長制度開始に伴い巡査長を示す章を追加。制式については警察庁次長訓令「巡査長制度の趣旨および運用の方針ならびに巡査長を示す章の制式および着用について」（昭和42年6月3日警察庁乙官発第9号、警察庁乙務発第20号）により長さ30ミリメートル幅3ミリメートル高さ3ミリメートルの金色金属製とし、着用位置を階級章の外側（盛夏ワイシャツ着用時は階級章の下側）とした。
- 1968年（昭和43年）8月23日 - 服制一部改正。内容は下記の通り。
  - 制服関係
    - 冬服・夏服のデザインを統一。
    - 夏服・盛夏ワイシャツの色をねずみ色から色褪せにくい灰み青色に変更。
    - 上衣を3つボタンから4つボタンに変更。えりを小型化。前ボタンとポケットのボタンの形状・寸法を同一化。ボタンの色も冬服は金色・夏服はいぶし銀色とした。
    - 胸ポケットの位置を高くし、外方に10度の傾斜をつけた。腰ポケットは飾りぶたのみとした。
    - 着用時の乱れの無いように上衣の下前を持ち出し式とし、作業着的印象を払拭するため後ろの背ひだに代えてゆとりを設けセンターベントとした。
    - 冬服の肩章および警部以上の冬服上衣・外とうのそで章にあった日章を廃止。
    - 上記に関連して冬服・外とうのそで章を階級に応じ1条ないし3条の黒色しま織線をつけ、警部補以上はじゃ腹組金線を、巡査部長はじゃ腹組銀線をつけることとし、夏服は階級に応じ1条ないし3条の灰み青色しま織線をつけることとした。
    - ズボンを細くし、前立てをチャック式とした。右後方ポケットのふたおよび時計入れポケットを廃止し右前ポケットに内ポケットを追加。

  - 制帽関係
    - 夏帽子をねずみ色から灰み青色（前ひさしおよびあごひもはねずみ色から黒色）に変更。
    - 警視正と警視の帯章を同一化。
    - 夏帽子の帯章を水色ななこべりから灰み青色あやたけべりに改め警部以上はじゃ腹組およびじゃ腹組灰み青色線を、警部補はじゃ腹組灰み青色線を付した。

  - 階級章関係
    - 警察庁長官章を右胸につけるタイプから日章5個の肩章につけるタイプに変更。
    - 警視総監の階級章を飾りみぞ付き金色の台に日章3個から日章4個の肩章につけるタイプに変更。
    - 警視監以下の階級章も全面的の改めサイズを大型化。巡査長章を廃止。冬服・夏服・外とうの階級章取り付け位置をえりの中央部からえりの外側に変更。

  - 帯革関係
    - 帯革の本帯・負革および警棒つりの巾を小さくし、ギボシ・ギボシ穴を廃止し遊革1個を追加。
- 1970年（昭和45年）9月11日 - 交通巡視員の服制が定められる（交通巡視員の服制及び服装に関する規則（昭和45年国家公安委員会規則第7号））。
- 1972年（昭和47年）10月1日（警察庁の場合） - 警察官の礼装について統一規格が定まる（警察官の礼装の実施について）。
- 1973年（昭和48年）7月1日 - けん銃入れをふた付きのものに変更。
- 1976年（昭和51年）6月21日 - 服制一部改正。内容は
  - 男子警察官の外とうのデザインを変更（7分コート式にし、えりを大型化）。これを第1種とし、「6分コート」＋「ズボン」の第2種を追加。材質に合成皮革を用いることができるようになる。
  - 夏帽子のまち部をトリコット・メッシュ編式のナイロン製を用いることができるようになった。
  - 婦人警察官の服制を全国統一化。従来からある舟形の略帽に加えドゴール式の制帽を追加。
- 1994年（平成6年） - 警察官の服制に関する規則（昭和31年国家公安委員会規則第4号）が改正される。活動服などが定められた。階級章が両衿から機動隊の出動服同様の左胸1箇所のみになり、また拳銃吊り紐の留め位置が右肩から帯革に変わる。

### 武装

#### 刀剣・警棒・警杖
明治最初期の警察組織においては、警部以上の幹部警察官は武官と同様に制約を受けずに帯刀していたのに対し、廃刀令や治安の改善を受けて邏卒の帯刀は禁止されており、3尺の手棒を携行していた。その後、1874年8月の太政官達によって1等巡査（後の警部補）にも帯刀が解禁された。当初は特に制限はなかったが、得意満面で帯刀して闊歩するものが多く、2ヶ月後には勤務時のみに制限されるようになってしまった。その後、西南戦争での抜刀隊の活躍や、欧州各国の警官が洋刀を佩用していること考慮して、帯刀の解禁が検討されるようになり、1882年12月2日の太政官達第63号をもって、1883年5月24日より、全国一斉に帯刀が開始された。
佩刀としては基本的にはサーベルが用いられていたが、幹部などは刀身が日本刀の場合もあり、外装も高級であった。また消防・水上警察および自動車勤務者はサーベルに代えて短剣を佩用しており、1923年以降は交通取り締まり勤務者やその他庁府県長官が指定するものにも拡大された。なお、正当な理由なく抜剣して傷害を与えた場合は罪に問われるなど、サーベル等の使用には現在の日本の警察官における拳銃と同等以上の厳しい制限が加えられていた。
サーベル・短剣は、連合国軍最高司令官総司令部（GHQ）の指示に基づき、1946年3月12日に公布した「警察官及消防官服制、巡査服制及判任官待遇消防手服制臨時特例」（昭和21年勅令第133号）により佩用禁止となり、警棒・警杖の使用が定められた。警視庁では、同年7月20日に佩刀返納式が挙式された。しかしながら、物資不足から警棒・警杖の支給が遅れる地域も多く、また、後に拳銃の常時携行が定められてからも拳銃の不足が続いたため、それらの代替として暫定的にサーベル・短剣の禁止が緩和され、しばらく部分的に使用が続いた。
このとき使用が始まった木製警棒は後のものと比較すると長さが短く（450mm）、白色に塗られ、先端部に向かって太くなる形状であるなどの相違が見られる。警棒の様式はその後改められ、木製ニス塗りで長さ600mm、握り部分から先端まで同一径のものが長期にわたって使用されることとなった。1994年の服制改正時に、警棒については、携行性改善の観点からそれまでの木製ニス塗り一体型を廃し、三段伸縮式アルミ合金製のいわゆる特殊警棒に変更された。更に2006年には、長さを延長するなどの規格改正が行われている。

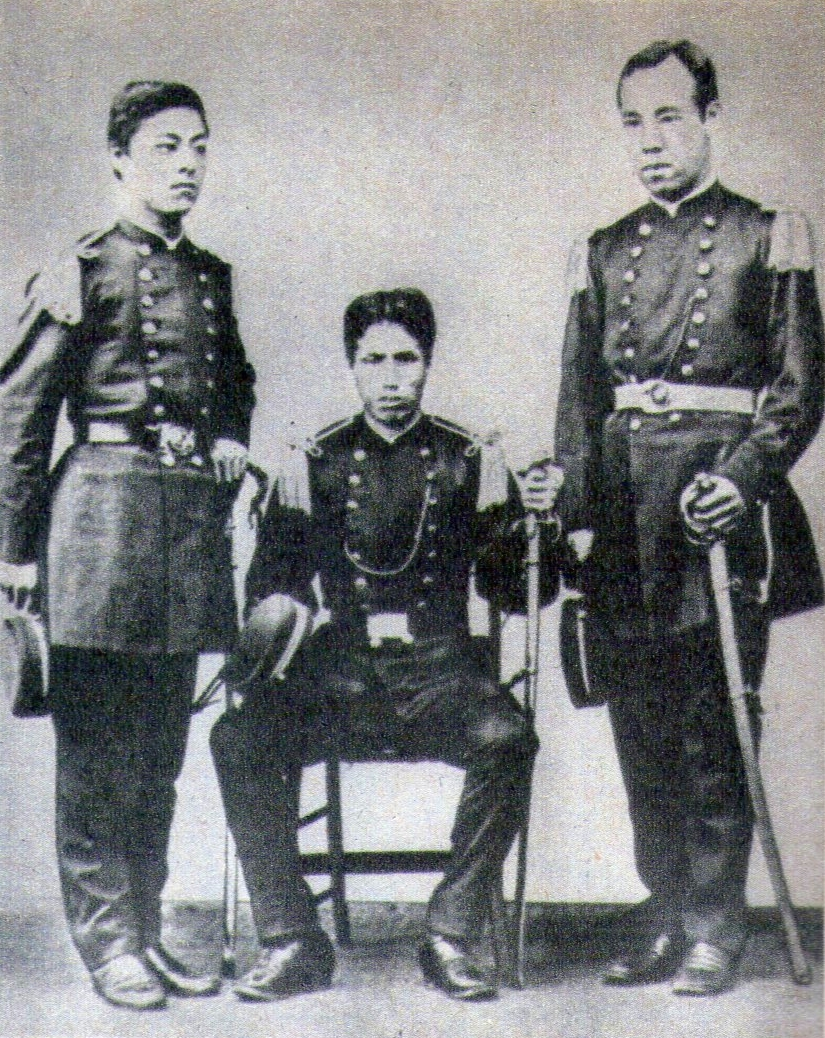
明治初期の警察官。サーベルを帯剣している1872年
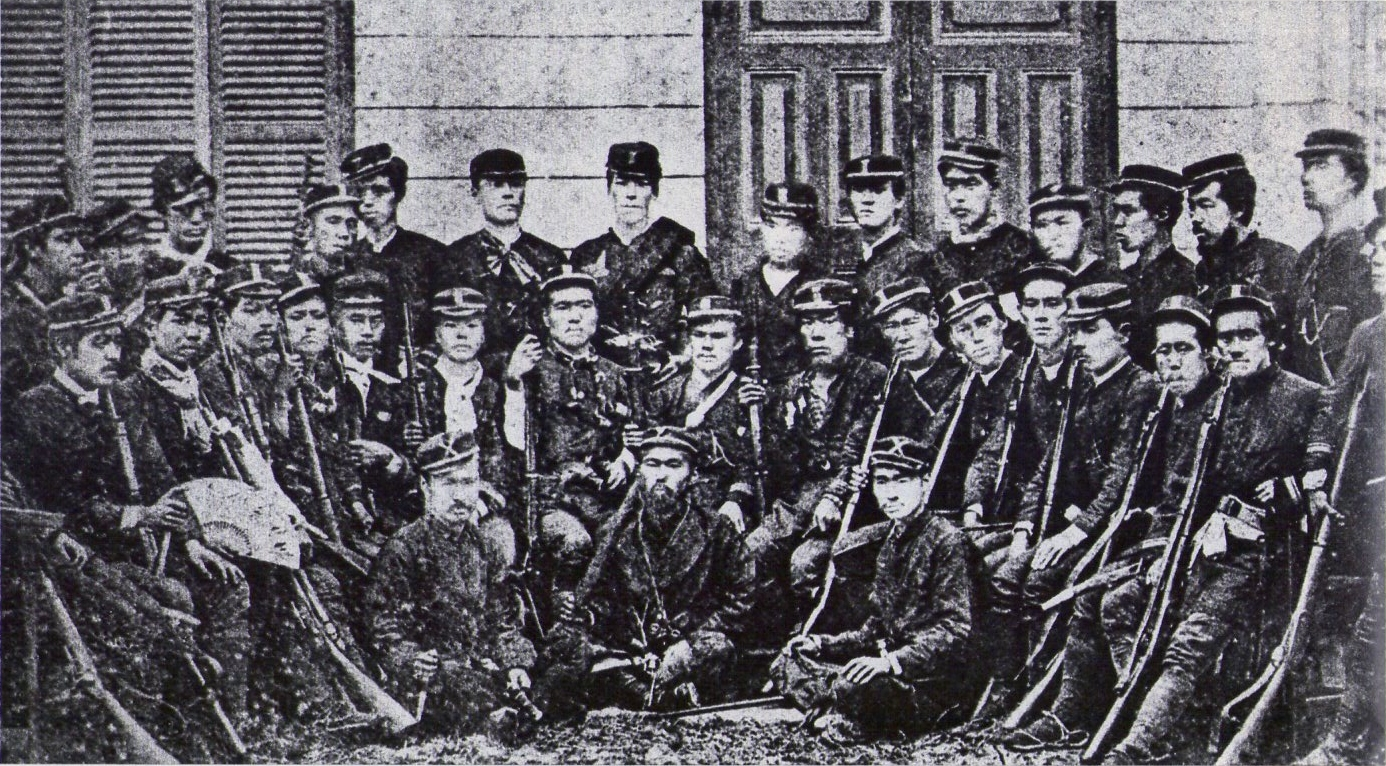
西南戦争に従軍した警視隊。1877年
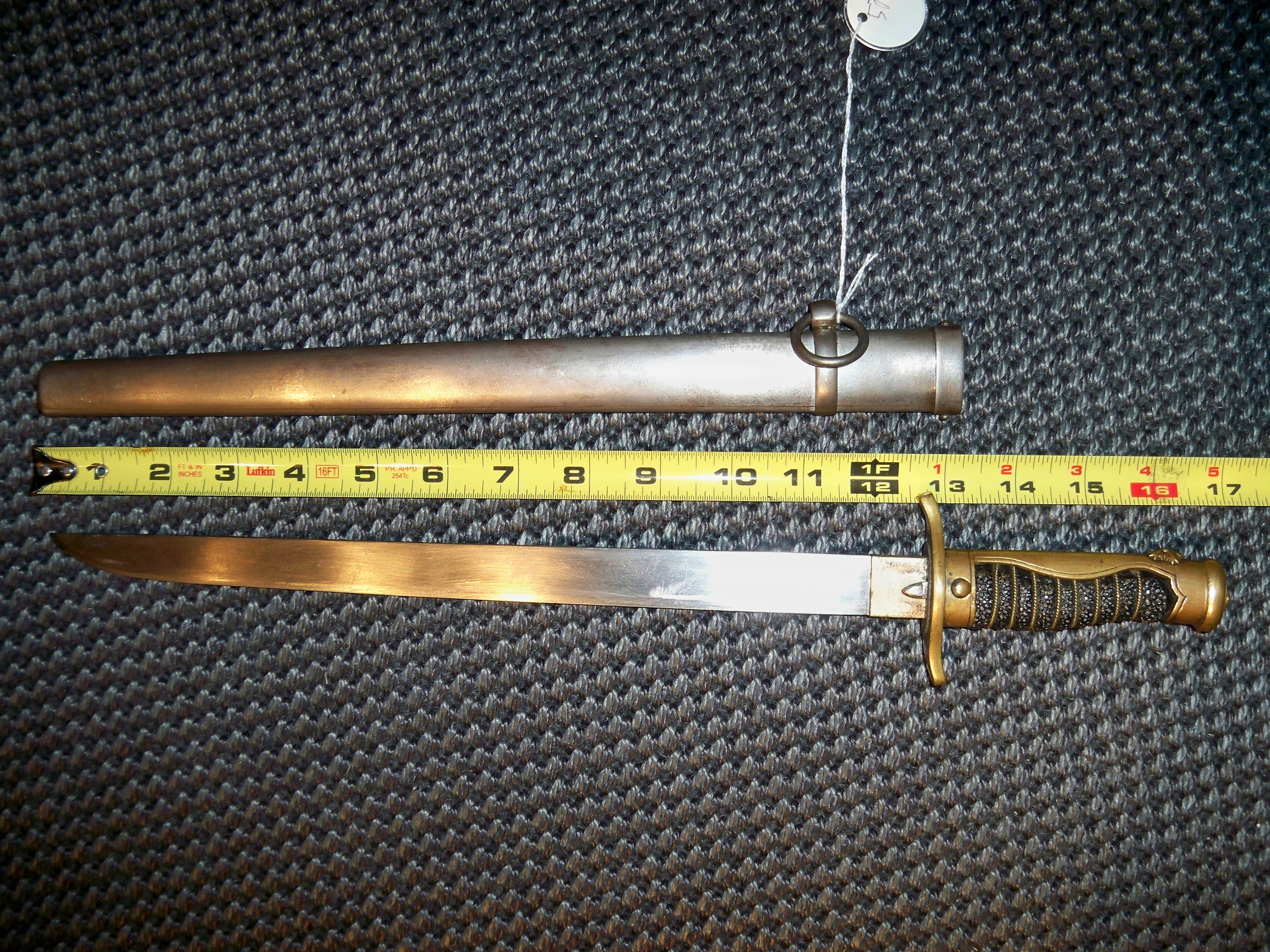
警察短剣
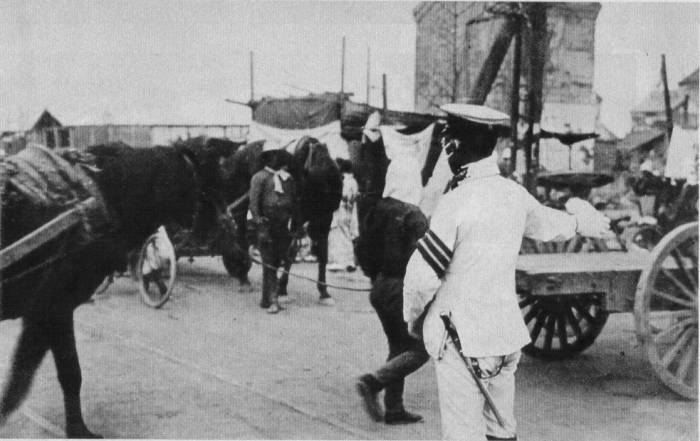
関東大震災発生後の交通整理。上衣の下の腰部に刀帯を締め、サーベルの代わりに短剣を佩用している（大正時代）

#### けん銃

##### 内務省時代

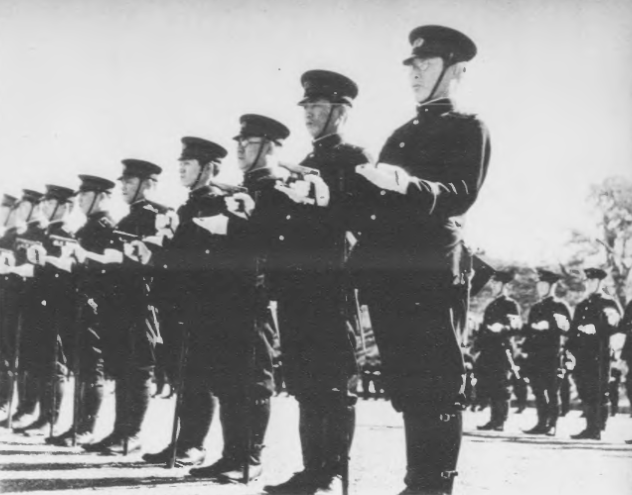
FN ブローニングM1910を装備した警視庁特別警備隊

日本の警察での拳銃装備の起源については、不明な部分が多い。例えば1884年の秩父事件の際には、現地で陣頭指揮にあたっていた埼玉県警察部長が拳銃配備を指令した記録があり、この時点で埼玉県警察本署に拳銃が配備されていたと推測されるが、埼玉県警察では、これは制度的なものではなかったと分析している。
その後、第一次世界大戦後の不況に伴い凶悪犯が頻発、警官の装備不十分が指摘されるようになった。折からの関東大震災後の治安悪化もあって、直後の1923年10月20日の勅令第450号および451号をもって、警察官吏の拳銃携帯が解禁された。これを受けて、1925年3月には警察官吏武器使用規定（大正14年内務省訓令第9号）および警察官吏拳銃携帯に関する件（警第7号）が通達され、運用規定が整備された。採用された拳銃は、携行性などの面から比較的小型の自動式拳銃が主体であり、具体的には警保局長よりの通達により「コルト式又はブローニング式大型けん銃」および「（同）小型けん銃」と指定され、前者を主として制服警察官用、後者を私服警察官など用として使用していた。前者はコルトM1903またはFN ブローニングM1910を、後者はコルト・ベスト・ポケットまたはFN ポケット・モデル M1906を指すものと推測される。例えば警視庁では、1924年2月18日より、コルト大型拳銃250丁と小型150丁を、各署約3丁あて配備した。また全国的にみると、1930年12月の時点で1,322丁の拳銃が配備されていた。
その後、1932年9月1日の通達（昭和7年内務省発警第107号）によって、銃種制限が撤廃された。
この結果、福岡県警察部などではモーゼルM1910、茨城県警察部では「米国製　三十二番方　五連発　中折」（スミスアンドウェッソンまたはハーリントンアンドリチャードソン、あるいはアイバージョンソンの32口径中折式5連発リボルバー）などの使用認可申請もされている（拳銃装備に際しては地方長官は内務大臣の認可を得る必要があった）。
なお、これらの通常装備とは別に、最初期には、有事に備えた兵器も装備されていた。これは士族反乱などに備えた措置として、1874年2月10日の川路利良大警視の上申を受けて、陸軍省から小銃7,000挺を借り受けたのを端緒としており、当初は陸軍から派遣された教官により訓練がなされていたが、同年10月4日には、訓練および警備編制の統括機関として警備編制所が設置された。有事には、警部を小隊長として81個小隊が編成される計画となっていた。また西南戦争に派遣された警視隊は、同所の修了者が多く、活躍したとされている。その後、1881年の憲兵制度の発足を受けて警備掛は廃止され、旧警視局所管の兵器は全て陸軍省に納付された。しかしその後も、朝鮮などの外地では、武装勢力との戦闘に備えて小銃や野砲などの軍用武器を保有している場合もあった。
日本では1871年から新しい郵便制度を発足させたが、現金書留を狙った強盗被害や山中でニホンオオカミと遭遇する事態が多かったことから、1873年に郵便配達員に拳銃（郵便保護銃）の携帯を許可している（郵便物保護銃規則も参照）。

##### 旧警察法時代

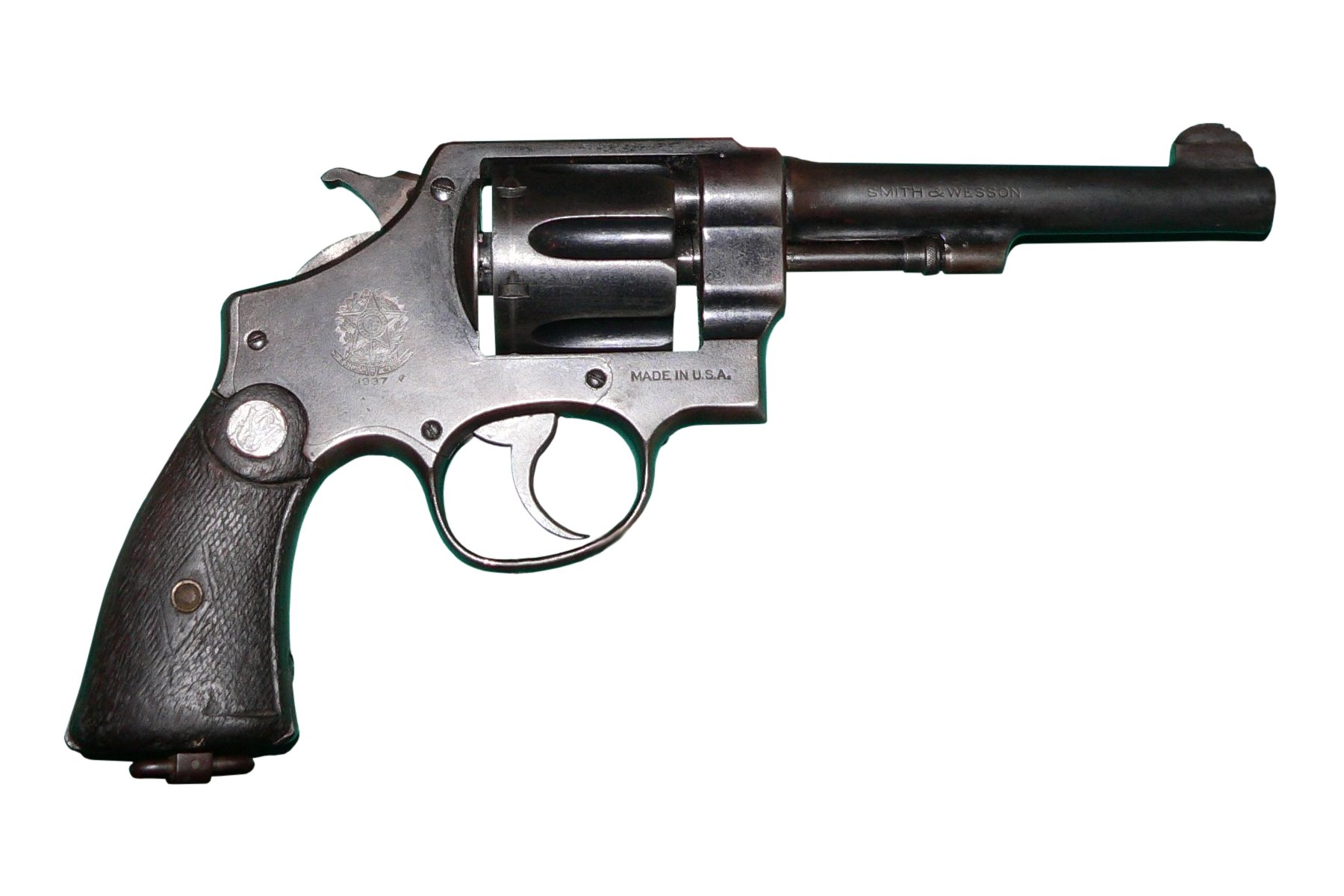
S&W M1917

拳銃については、終戦直後は日米双方が混乱しており、アメリカ側が警官の非武装化を志向したと解釈された時期もあった。しかし1946年1月16日、連合国軍最高司令官総司令部よりSCAPIN-605として「日本警察官の武装に関する覚書」が発出され、拳銃により武装できることが明文化された。当初は、FN ブローニングM1910やコルトM1903のように戦前の警察組織から引き継がれた武装のほか、GHQの指令を受けた旧日本軍の武装解除や民間からの回収によって入手された十四年式拳銃や九四式拳銃などが用いられていた。しかし、当時は日本全体が非武装化されつつあり拳銃の入手が難しく、充足率は低かった。例えば、比較的装備充実していた警視庁ですら、1946年3月の時点では、関東大震災直後に調達した572挺を保有するのみで、警察官25人に1挺にも満たない程度であった。その後、同年6月に旧軍の装備品4,189挺の獲得に成功し、およそ3人に1挺の割合となった。
1949年の時点では全国平均として6人に1挺程度保有していたものの、地域によって差が大きく、警視庁や青森県、三重県のようにほぼ全員分を確保していた地域がある一方、例えば平市警察の場合、同年に発生した平事件を受けた事後調査において、30名の定員に対して2挺しか保有していなかったことが指摘されている。配備されている拳銃にも老朽品が多かったほか、多種多様な銃が混在して配備されており、様式は実に170種以上に及んでいた。
1949年夏よりこれらの拳銃はGHQに回収され、かわってアメリカ軍の装備が貸与されることとなった。同年7月1日、GHQ参謀第二部公安課から日本政府に手交された覚書により、当時の日本警察125,000名に対して、各人に拳銃1挺および実包100発あての貸与が通達された。S&W ミリタリー&ポリス（戦時型のビクトリー含む）やコルト・オフィシャルポリス（戦時型のコマンド含む）など、.38スペシャル弾仕様の回転式拳銃のほか、.45ACP弾仕様のコルト・ガバメントやM1917リボルバーも多数含まれていた。例えば警視庁は全員がS&W M1917、大阪市警視庁は全員がコルトM1917、埼玉県では、国家地方警察はコルト・コマンド、自治体警察はコルト・ガバメントが配置された。このように貸与拳銃はいずれも大・中型拳銃であったことから、1951年、国家地方警察本部と警視庁、複数の自治体警察の共同購入として、商社を介してS&Wチーフスペシャルやコルト・ディテクティブスペシャルといった小型拳銃を輸入し、女性警察官や私服勤務員に配備した。また私服勤務員やセキュリティポリスなどでは、戦前と同様、FN ブローニングM1910やコルト・ベスト・ポケット、FN ポケット・モデル M1906といった小型の自動拳銃も用いられていた。
これらの施策によって充足率は急激に向上し、例えば警視庁では、1950年1月10日に全警察官に拳銃を貸与し、翌1951年6月1日には私服警察官に小型拳銃を貸与した。全国的にみても、1951年には全ての警察官への支給が完了したとされている。
一方、拳銃の充足率の向上に伴い事件や事故が多発した。警視庁は1949年1月に「常に（拳銃を）携帯しなければならない」と指示したが、暴発や電車内で居眠り中に拳銃を奪われた事例、酒席や映画館まで拳銃を持ち込みトラブルとなった事例も発生した。このことから1951年に規則改正を行い「勤務に必要なとき以外は、所属長に申告して取扱責任者に一時保管を委託できる」とした。

##### 新警察法時代

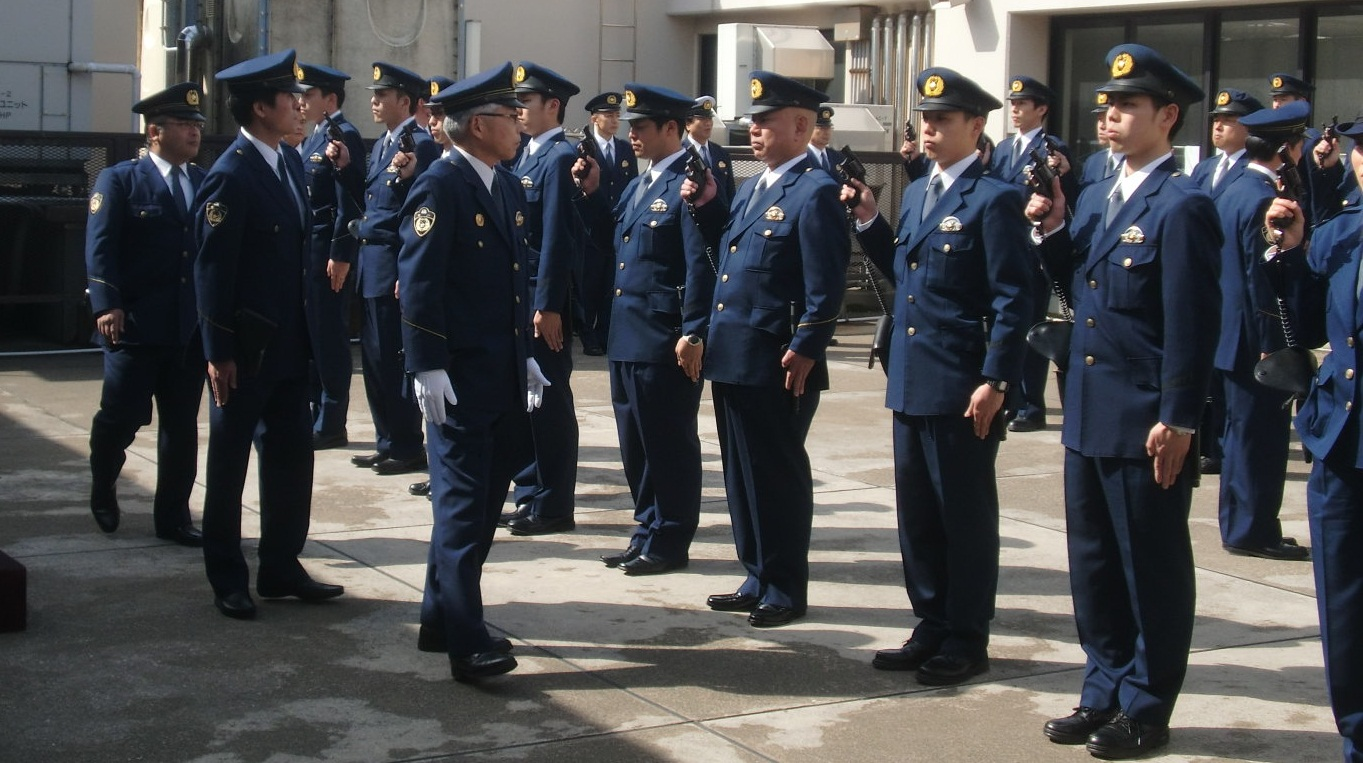
石川県金沢西警察署での通常点検。

1954年の新警察法施行時点で、警察組織が保有する拳銃約124,000挺のうち87.3パーセントが米軍からの貸与品であった。また1955年6月1日付で、これらは譲渡に切り替えられた。
上記のような経緯の結果、1955年の時点で、警視庁が使用していた拳銃は下記の通りであった。
- .38スペシャル弾
  - コルト・コマンドー
  - コルト・オフィシャルポリス
  - コルト・ディテクティブスペシャル
  - S&W ビクトリー
  - S&W ミリタリー&ポリス
  - S&W チーフスペシャル
- .38レギュラー弾
  - S&W レギュラー・ミリタリー&ポリス（K-200）

- .45ACP弾
  - コルト M1911/M1911A1
  - コルト M1917
  - S&W M1917
- .32ACP弾
  - コルトM1903
  - FN ブローニングM1910
- .25ACP弾
  - FN ブローニング・ベビー

その後、警察官の増員に伴い、昭和34年度以降は輸入も再開された。昭和35年度、国産のニューナンブM60が採用され、昭和43年度以降の調達はこちらに一本化された。当時、供与拳銃のうち多数を占める45口径拳銃、特にM1917リボルバーについては、第一次世界大戦以来の老朽品であり、耐用年数を過ぎて動作不良や精度低下を来していたほか、警察用としては威力過大であり、大きく重いために常時携帯の負担が大きいという不具合も指摘されていた。上記の新規購入の進展に伴い、昭和40年度より、これらの老朽銃の更新が開始された。また1970年代には220挺程度のワルサーPPKが輸入されて、セキュリティポリス（SP）の警護官や皇宮護衛官を中心に配備されたと言われている。しかしそれでも、昭和49年度末の時点で、警察組織が保有する拳銃約193,000挺のうちおよそ半数にあたる約95,000挺を譲渡品が占めていた。
ニューナンブM60は、外国製と比して射撃精度に優れ、また日本人の体格に合っていたこともあって好評であったが、1990年代にその生産が終了すると、再度輸入が開始された。1997年にはS&W M37エアーウェイトが大量発注され、また2003年に5,344丁、2005年にも5,519丁が購入されている。また2006年にエアーウェイトの販売が終了すると、やはりS&W社の拳銃に所定の改正を加えたサクラM360Jの調達が開始された。エアーウェイトの採用以降は警察官の装備軽量化のため、調達する回転式拳銃は2インチ銃身と定められている。
またこの時期には、自動拳銃の調達も開始された。1990年代に行われたトライアルでは、ベレッタM92、グロック17、H&K P7M8、SIG SAUER P230、ミネベア社の国産試作銃が候補とされた。最終的に.32ACP弾仕様のP230が採択され、マニュアルセフティやランヤードリングの追加など所定の改正を加えたP230JPが発注された。ニューナンブ生産終了後に調達の主力をこちらに移すことも検討されたものの、これは実現しなかった。
装備品の拳銃が盗まれた記録として、1966年（昭和41年）から1974年（昭和49年）7月までの9年間で6件7丁というものがある。拳銃を盗まれた当事者の警官は、いずれも懲戒免職や停職など厳しい処分を受けている。この期間に盗まれた拳銃のうち4丁が未回収であるが、このうちの2丁は韓国で大統領暗殺未遂事件に使用されて韓国当局に押収されている。

#### 特殊けん銃
9x19mmパラベラム弾のように強力な実包を使用する自動拳銃は、上記のような回転式拳銃や小口径の自動拳銃とは区別され、警察部内では特殊けん銃と通称されているといわれている。主に警備・公安警察、また刑事警察で特殊犯や組織犯罪に対処する部門などを中心に配備されており、下記のような多彩な拳銃が調達・配備された。
- S&W M3913 - 当初は組織犯罪対策部向けに調達されたといわれていたが、のちに銃器対策部隊[注釈 7]を含む機動隊や、更に地域部での配備も確認されている[52]。
- SIG SAUER P220 - 警視庁警備部などで、P225とともに配備されているといわれている[56]。
- SIG SAUER P226 - 平成26年度予算で整備用工具キットの調達が確認されている[57]。
- ベレッタ92 Vertec - 2000年代に入って、刑事部の特殊事件捜査係での配備が確認された[52][注釈 8]。近年では福岡県警察の銃器対策部隊でも使用が確認されている。
- ベレッタ90-Two - 2015年に栃木県警察の特殊犯捜査係（TSIT）での配備が確認された[58]。
- グロック17 - SPの警護官への配備が確認されている[注釈 9]。またSATでグロック19が使用されているという情報もある[56]。
- H&K P9S - 警視庁の特科中隊（SAP; SATの前身部隊）が採用していたといわれている[52]。
- H&K USP - SATの主力けん銃といわれているほか、警視庁公安部などでも使用されているといわれている[52][56]。
- H&K P2000 - SPの警護官に配備されているといわれている[56][注釈 10]。埼玉県警察RATSではダットサイトとフラッシュライトを取り付けて運用している。
- H&K SFP9 - ドイツの新聞によると、2020年東京オリンピックを控えて約2,000丁を調達したと報じられている[59]。

回転式、自動拳銃ともに専用のホルスターが支給されている。制服着用時は支給品の使用が義務付けられているが、刑事課員等の私服着用時は物理的な脱落防止機構（ストラップやフラップ等）が付いたものであれば市販のホルスターなど私物使用が認められている。

#### 特殊銃

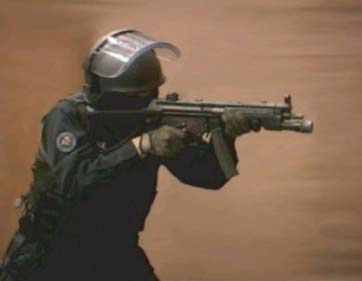
シュアファイアM628ウェポンライトを装着したMP5を構えるSAT隊員。

警察官等特殊銃使用及び取扱い規範では、警察官が所持する銃のうち、警察法第六十八条の規定により貸与されるもの（けん銃）以外のものを「特殊銃」と規定している。
1968年に発生した金嬉老事件を切掛として、翌昭和44年度より狙撃銃の整備が開始され、昭和48年度までに全国都道府県に所定の配備が完了した。この狙撃班が、のちに銃器対策部隊の母体となった。導入当初は豊和ゴールデンベアが用いられており、その後、これをフルモデルチェンジした豊和M1500に更新した。またSATではH&K PSG1やL96A1も用いられている。
H&K MP5機関けん銃（短機関銃）は、1977年に設置された特殊急襲部隊（SAT）の前身部隊の時代から配備されており、2002年からは銃器対策部隊への配備も開始された。また一部の都道府県警察では、刑事部の特殊犯捜査係にも、単発射撃のみ可能なMP5SFKが配備されている。
またSATには自動小銃も配備されているほか、パリ同時多発テロ事件を受け、大都市を抱える警察本部の銃器対策部隊にも配備されることが決まった。

## 女性警察官

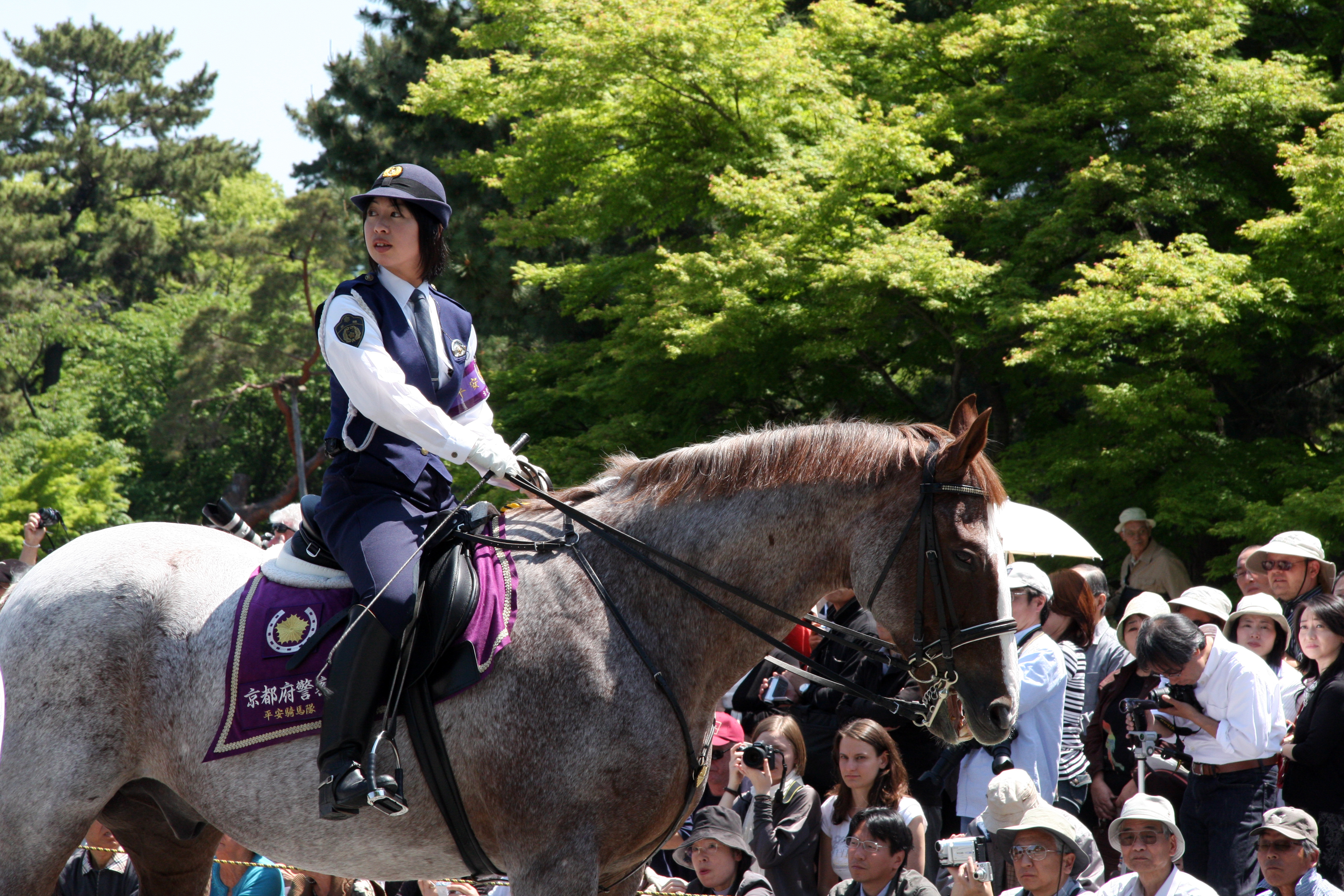
馬に乗る女性警察官（京都府京都市・時代祭にて撮影）

戦前は女性の警察官任官は禁止されており、警察官は全員男性であった。これは軍人も同じであり、また他の職業も大半は女性の社会進出を認めていなかった。
日本における女性警察官の採用は1946年（昭和21年）に始まった。これは日本の男尊女卑傾向が強かったこともあるが、警察・軍隊はとりわけ男社会で、「軍人と警察官は女にはできない」という強い差別思想が国家にあったためである。しかし戦後、連合国軍最高司令官総司令部 (GHQ) の指導もあり、各国では既に当然であった婦警制度を実現させた。
ただし、当初はあくまで少数枠のみの採用しかせず、非常に狭き門であった。また、職場の花か広報としての役割のみで採用し、それ以外の職には一切就けない人事も横行したが、昭和30年代頃から女性の社会進出も増え始め、警察内の男女差別は弱まっていった。元々、婦人警察官というのは男性警察官の補助的役割という趣旨で導入され、同じ巡査であっても婦警巡査のほうが低い扱いであったが、これは現在では廃止されている。
2000年、男女雇用機会均等法に伴い、名称が「女性警察官」へと変更された。通常はあえて女性の警察官のみを特定して呼称しない場合、「警察官」と統一して呼称される。
女性警察官は人事面での差別を一切受けないことになっており、男性警察官と同じく警務、総務、地域、刑事、交通、警備、組織犯罪対策各部に配属される。機動隊に配属される場合もあるが銃器対策部隊や特殊部隊 (SAT) には入隊することができない。能力次第では、幹部警察官として管理官や警察署長、本部の課長（警視）や県警本部の各部長（警視正～警視監）などの職務にあたることもある。警視庁では女性警視が第5機動隊副隊長として着任したケースや岩手県警察では田中俊恵警視長が、女性警察官初の警察本部長に任命された。

## 呼称・俗称
呼称としては下記のとおり多様な呼称が存在するが、俗称としては「警官」、「お巡りさん」などが一般的である。これに加えて女性の場合は「婦警さん」なども呼ばれる。なお、「デカ」は警察官ではなく刑事を指す俗称。詳細は「刑事#俗称」を参照。
- 「警官」 - 部隊活動にあたる警察官の集団を「警官隊」等という形で使用していたマスコミ用語であり、正式な呼称ではない。
- 「お巡りさん」 - 明治時代の婦女子が使った俗称が次第に一般化し、明治の中頃には辞書に採用されるようになった[63]。「巡」は「迴」の当て字であり、 明治5年の太政官布告によって邏卒が巡査に改称された影響で「巡」があてられるようになり、戦後には常用漢字表に採用されている[63]。
- 「サツ」 - 暴力団用語。また報道関係者を中心に「サツカン」と呼ばれる場合もある。
- 「マッポ」 - 警官に薩摩藩（鹿児島県）の出身者が多いことによる“薩摩っぽ”から（初代警視総監・川路利良も薩摩出身だった）。さらにはその他の藩の出身者呼ぶ俗称もある。
- 「ポリ」 - 英語の“police”から。主に関西で蔑称的に使われる。「ポリさん」、「ポリ公」と呼ばれることもある。
- 「公僕」 - 「広く公衆、公共に奉仕する者」の意[64]。公務員全般に使われる。
- 「ガチャ」 - サーベルの音を立てて歩いていることから。
- 「オイコラ」 - 高圧的な警察官を意味するが、元来「おいこら」とは「おいそこの君」と人を注目させて呼び止めるいわゆる薩隅方言であって、本来は威圧する言葉ではない。このような風説が広まった背景として、千代丸健二によって「高圧的な警察官」の意味で作られた造語から発生している。千代丸は消費者運動に参加していた頃に企業と手を組んだ警察に誤認逮捕され、10年もの間裁判で争った関係から警察の内部事情に精通しており、オイコラ警察官対策という悪質な警察官の対策に関する書籍[要文献特定詳細情報]も出している。
- 「カンケン」 - “官憲”から。
- 「デコ助」 - 制帽の徽章がおでこのところにくることから付いた蔑称。暴力団やチンピラ関連の者が言う事がある。「デコッパチ」とも。
- 「PM」 - 英語のPoliceMan（ポリスマン、つまりは警察官）のスペルから。本来は警察通信上の隠語だが、警察マニアや無線マニアの間でも使われている。
- 「カンク」 - 「官狗」。昔、群馬県などで蔑称として陰で呼んでいたもの。いつの間にか元の意味を離れ、一般的呼称になっていたとも。
- 「ヒネ」 - 「ひっそりと狙う」ことから。関西以西で蔑称として使われることが多い。
- 女性警察官に対する俗称としては、「婦警さん」、「婦警」、「女警」などがある。警察内では総称する場合は単に「警察官」と呼び、区分けして呼ぶ必要のある場合は「女性警察官」もしくは「女子警察官」と呼ぶ。
- 警察組織では職務上、部隊行動上の理由で男女別に分けて名称を用いる必要性が多いので、その際には「男警」、「女警」を用いる。

## 階級の英語呼称
- 警察庁長官 - Commissioner General[65]
- 警視総監 - Superintendent General[65]
- 警視監 - Senior Commissioner[65]
- 警視長 - Commissioner[65]
- 警視正 - Assistant Commissioner[65]
- 警視 - Superintendent[65]
- 警部 - Chief Inspector[65]
- 警部補 - Inspector[65]
- 巡査部長 - Sergeant[65]
- 巡査長 - Senior Police Officer[65]
- 巡査 - Police Officer[65]

## 各国の警察官
- アメリカ合衆国の警察
  - アメリカの連邦法執行機関（英語版）
  - 連邦捜査局 (FBI)
  - 州警察 (state police)
  - 連邦保安官 (USMS)
  - 保安官 (sheriff)
- 韓国の警察
- 中国の警察
- ロシアの警察
- ロシア国家親衛隊 (ru:Росгвардия)
- ロシアの法執行機関（英語版）
- オーストラリアの警察（英語版）
- カナダの警察（英語版）
  - 王立カナダ騎馬警察
- イギリスの警察
  - スコットランドヤード
  - ロンドン警視庁
- 警察地域支援官（英語版）
  - オーストラリアでは保護サービス警察官（英語版）（PSO）とも呼ばれる
- 国内軍や国家憲兵など、国内治安のために軍隊や準軍事組織している国もある
- 国際刑事警察機構（インターポール）